# 5. April
Der 5. April ist der 95. Tag des gregorianischen Kalenders (der 96. in Schaltjahren), somit bleiben 270 Tage bis zum Jahresende.

## Ereignisse

### Politik und Weltgeschehen
- 56 v. Chr.: In der Vereinbarung von Lucca bekräftigen Gaius Iulius Caesar, Marcus Licinius Crassus und Gnaeus Pompeius Magnus auf Initiative von Caesar das vier Jahre zuvor geschlossene Triumvirat.

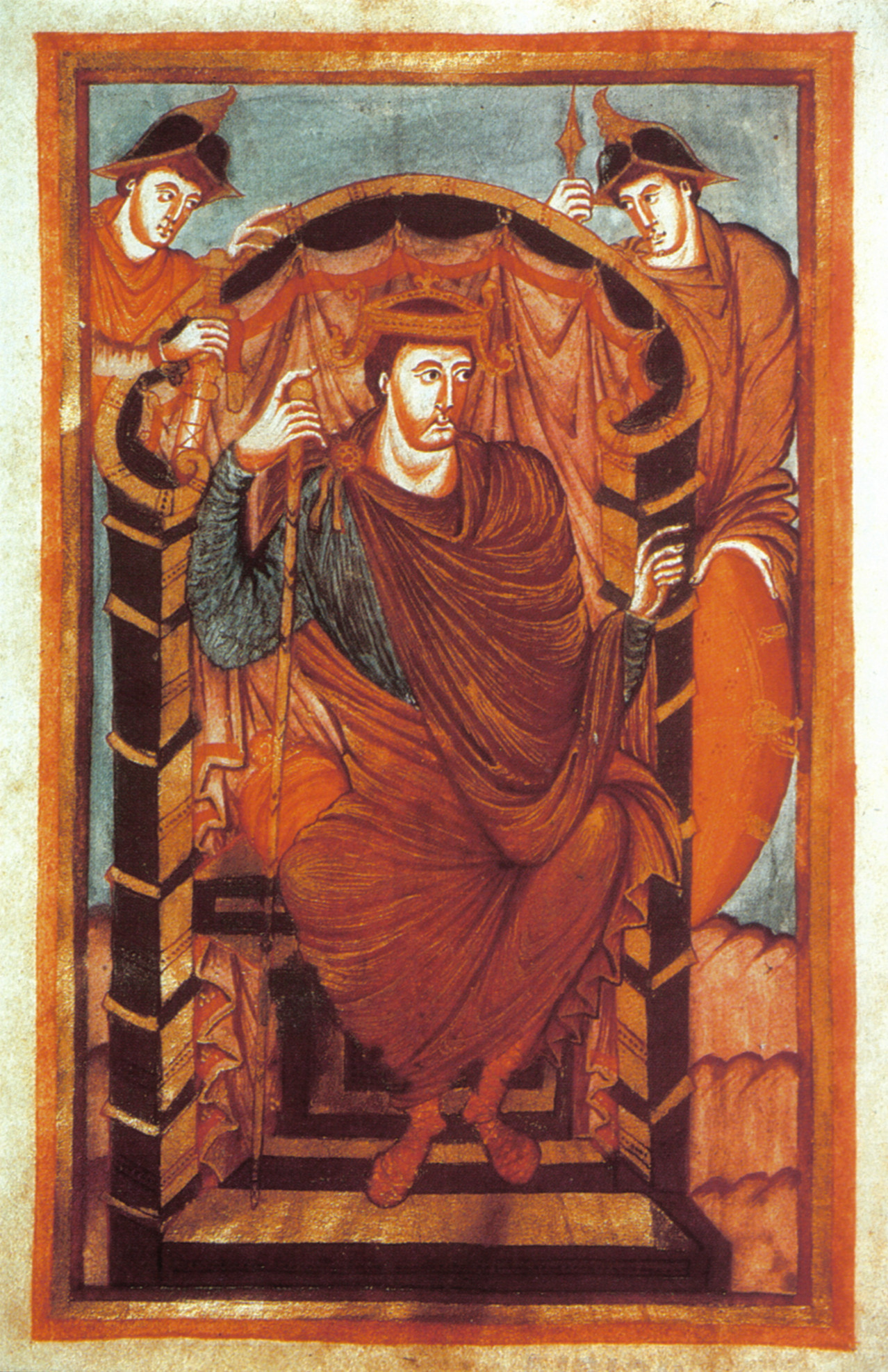
823: Lothar I.

- 823: Papst Paschalis I. krönt Lothar I. zum römischen Mitkaiser neben dessen Vater Ludwig dem Frommen.
- 1167: Nachdem Kaiser Friedrich Barbarossa wegen der ohne vorherige Belehnung angetretenen Herrschaft von Erzbischof Konrad II. von Babenberg die Reichsacht über die Stadt Salzburg verhängt hat, wird diese von den kaisertreuen Grafen von Plain niedergebrannt.

1242: Denkmal zur Erinnerung an die Schlacht

- 1242: In der Schlacht auf dem Peipussee besiegt ein russisches Heer unter Führung des Nowgoroder Fürsten Alexander Jaroslawitsch Newski ein Aufgebot des Deutschen Ordens und des Schwertbrüderordens und setzt damit dessen Ostexpansion ein Ende.

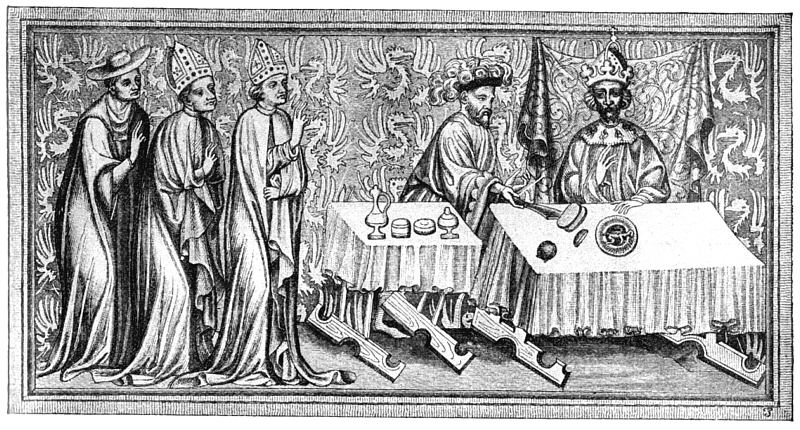
1355: Karl IV. beim Krönungsmahl

- 1355: Karl IV. wird in Rom zum römisch-deutschen Kaiser gekrönt. Gleichzeitig erfolgt auch die Krönung seiner Frau Anna von Schweidnitz zur Kaiserin.
- 1453: Die Hauptstreitmacht des osmanischen Heeres trifft mit Sultan Mehmed II. vor Konstantinopel ein. Die Belagerung Konstantinopels dauert bis zum Fall der Stadt am 29. Mai.
- 1534: Jan Matthys, „Prophet“ und Führer des münsterschen Täuferreiches, wird bei einem Ausfall aus der von Franz von Waldeck belagerten Stadt getötet.
- 1566: Heinrich von Brederode überreicht an der Spitze von 300 niederländischen Adeligen eine Bittschrift an die Statthalterin Margarethe von Parma, in der er die Abschaffung der Inquisition für die Niederlande fordert. Der Spottname „Bettler“ (gueux) wird im bald darauf beginnenden Freiheitskampf als Ehrenname übernommen.

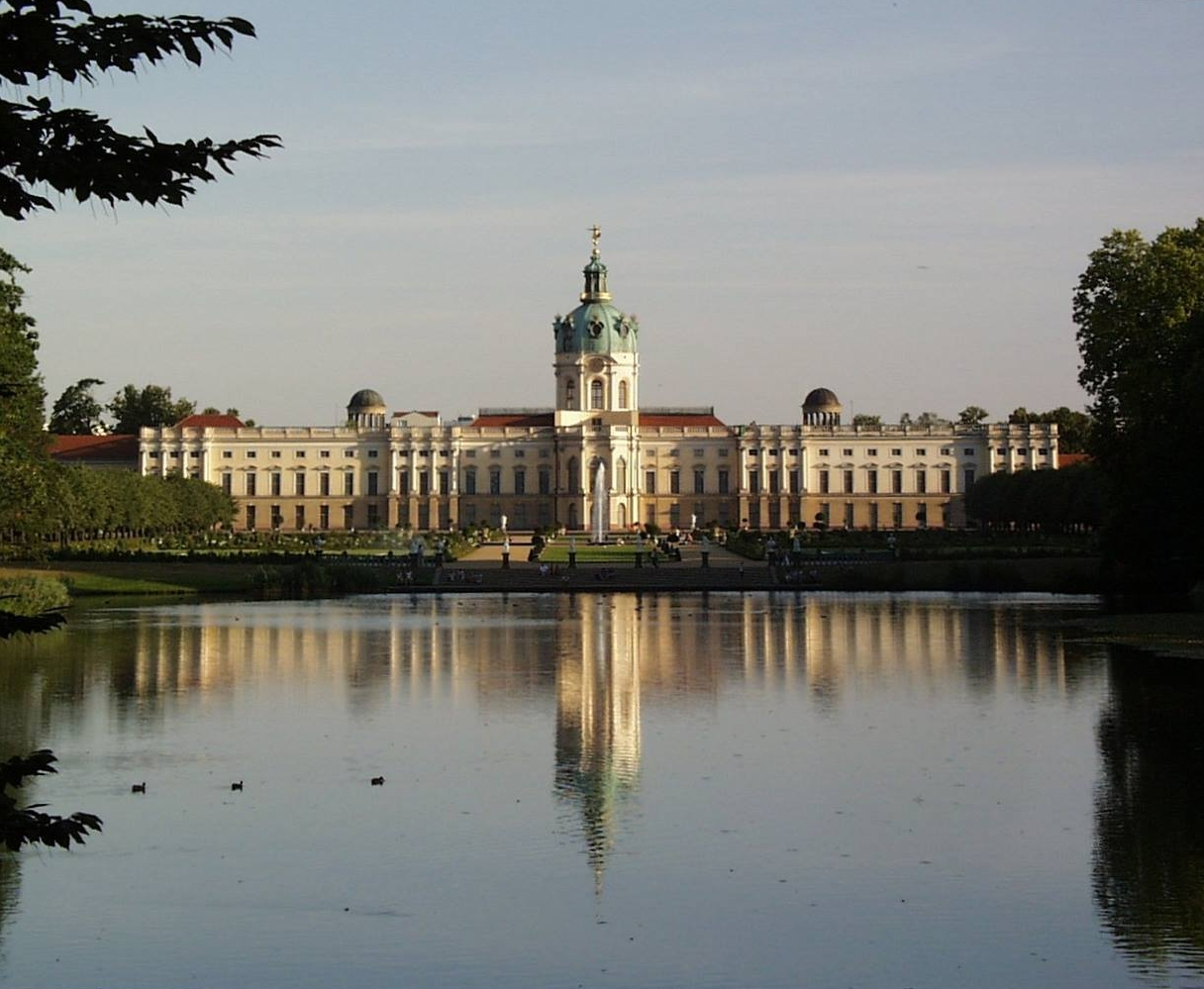
1705: Schloss Charlottenburg

- 1705: Friedrich I., König in Preußen, lässt Schloss Lietzenburg sowie die angrenzende Siedlung in Charlottenburg umbenennen und verleiht ihr das Stadtrecht.

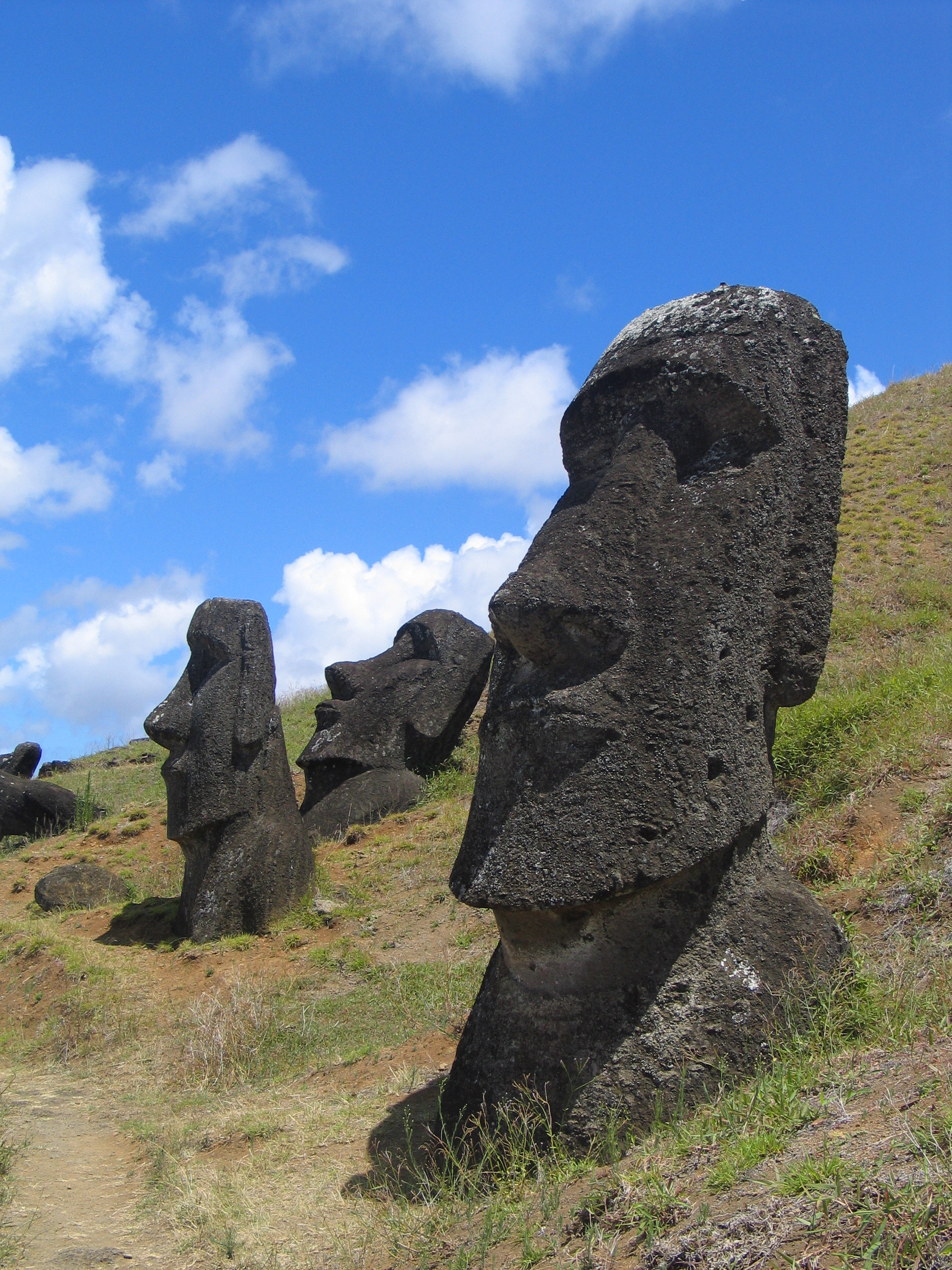
1722: Moai-Statue auf der Osterinsel

- 1722: Der niederländische Seefahrer Jakob Roggeveen entdeckt als erster Europäer die polynesische Insel Rapa Nui und gibt ihr den Namen Osterinsel. Die Reisebeschreibung des mitgereisten Deutschen Carl Friedrich Behrens machen die Insel und die auf ihr befindlichen Statuen in Europa bekannt.
- 1794: Die Indulgenten, eine gemäßigte Gruppierung des Club des Cordeliers unter Führung von Georges Danton und Camille Desmoulins werden nach nur dreitägiger Verhandlung vor dem Revolutionstribunal aufgrund ihres Einsatzes für die Beendigung der Terrorherrschaft im Verlauf der französischen Revolution hingerichtet.
- 1795: Preußen schließt im Ersten Koalitionskrieg mit Frankreich den Sonderfrieden von Basel. Darin tritt es seine linksrheinischen Gebiete an Frankreich ab, erhält aber das Geheimversprechen, in einem eventuellen endgültigen Friedensvertrag rechtsrheinisch dafür entschädigt zu werden.
- 1815: Mit zwei königlich-preußischen Besitzergreifungspatenten übernimmt der preußische König Friedrich Wilhelm III. auf dem Wiener Kongress die Herrschaft über die Gebiete der späteren Rheinprovinz als Teil des Königreichs Preußen.

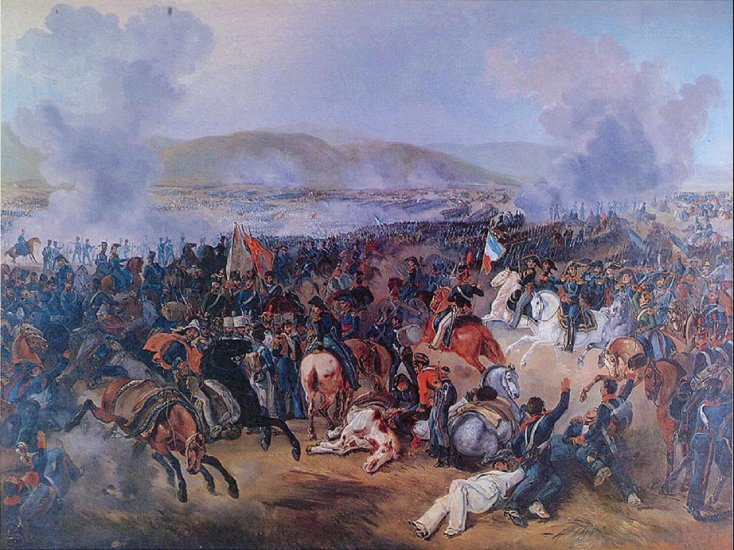
1818: Schlacht von Maipú

- 1818: Mit der Niederlage in der Schlacht von Maipú gegen kreolische Patrioten unter der Führung von José de San Martín und Bernardo O’Higgins endet die spanische Herrschaft in Chile.
- 1823: Republikanische Truppen unter Gregorio José Ramírez y Castro besiegen an der Laguna de Ochomogo die Monarchisten unter Joaquín de Oreamuno y Muñoz de la Trinidad, der am 29. März durch einen Putsch die Macht in Costa Rica übernommen hat, und besetzen die Hauptstadt Cartago. Castro regiert bis zum 16. April als Comandante General de las Armas.
- 1831: Papst Gregor XVI. äußert sich in der Enzyklika Quel Dio befriedigt über die Niederschlagung von Unruhen im Kirchenstaat durch österreichische Truppen und lobt Österreichs Kaiser Franz I. als Befreier und Retter.
- 1874: In Neudörfl beginnt, als vertrauliche Besprechung ausgegeben, der Gründungsparteitag der Sozialdemokratischen Arbeiterpartei in Österreich. Richtungskämpfe verhindern jedoch die Gründung der Partei; diese erfolgt erst durch das Wirken Viktor Adlers auf dem Hainfelder Parteitag im Jahr 1889.
- 1879: Auf ein Bündnis von Peru und Bolivien reagiert Chile mit der Kriegserklärung. Es kommt zum Salpeterkrieg um die Nitratvorkommen in der Región de Atacama.
- 1886: Im Tophane-Vertrag wird die Vereinigung Ostrumeliens mit Bulgarien international akzeptiert. Das Osmanische Reich erhält als Gegenleistung kleine Teile Ostrumeliens und eine finanzielle Entschädigung.

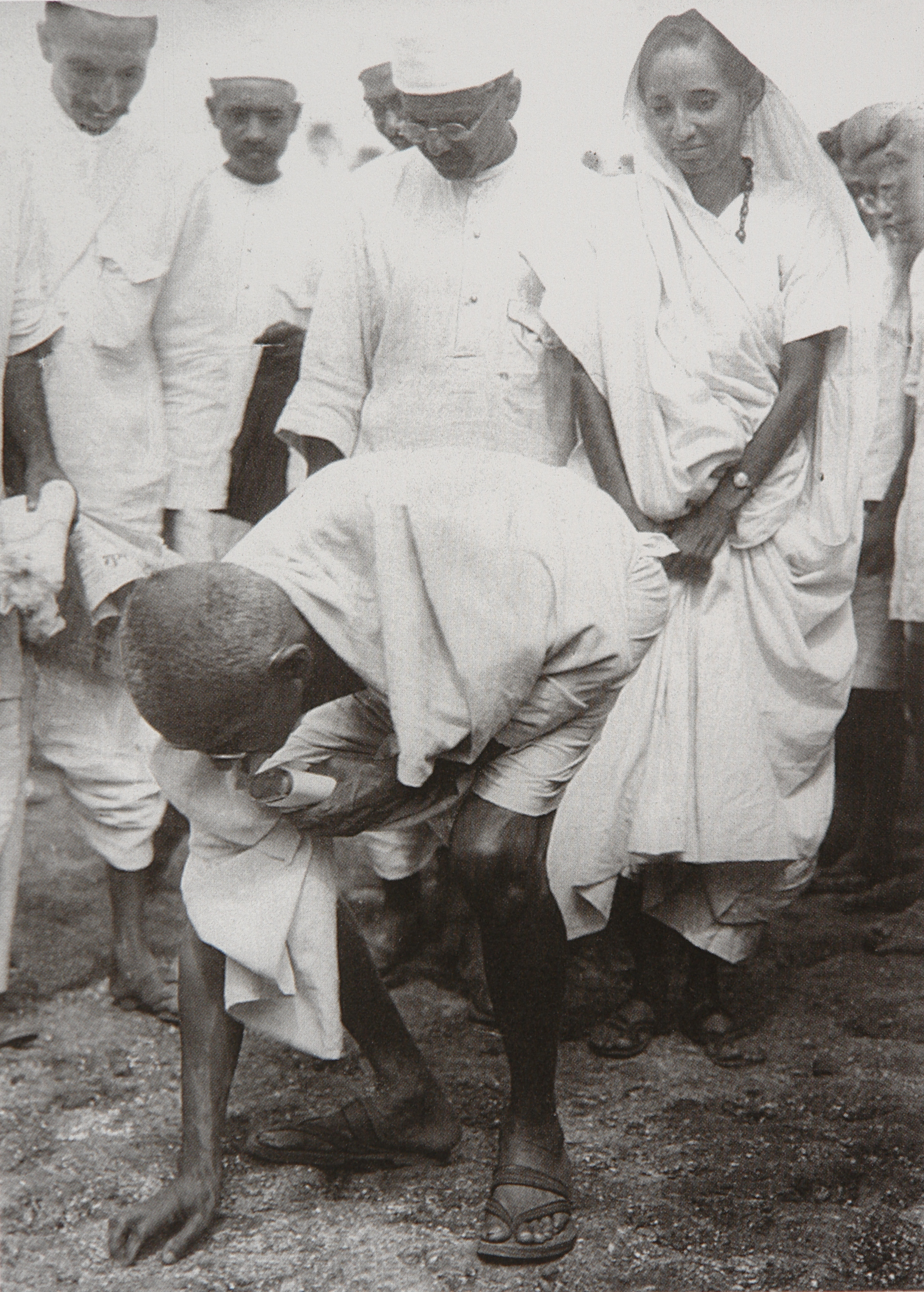
1930: Gandhi bei der Salzgewinnung

- 1930: Mahatma Gandhi erreicht auf seinem Salzmarsch die Küste bei Dandi und beginnt am folgenden Tag mit der durch das britische Salzmonopol verbotenen Gewinnung von Meersalz.
- 1933: Die norwegische Besetzung von Tunu wird vom Ständigen Internationalen Gerichtshof in Den Haag für rechtswidrig erklärt. Norwegen erkennt den Schiedsspruch an. Grönland bleibt damit zur Gänze unter dänischer Herrschaft.
- 1941: Britische Truppen nehmen Addis Abeba, die Hauptstadt des Italienisch-Ostafrika zugeordneten annektierten Abessinien, ein.
- 1942: Im Rahmen ihrer Operationen im Indischen Ozean greifen japanische Bomber die britische Marine-Basis Colombo auf Ceylon an. Neben Verursachung schwerer Schäden werden die Cornwall und Dorsetshire versenkt.
- 1945: Amerikanische Einheiten befreien im Zweiten Weltkrieg das nationalsozialistische Zwangsarbeitslager Ohrdruf. Es ist das erste befreite Lager mit überlebenden Gefangenen, die Auskunft über ihr Schicksal geben können.
- 1946: Die sowjetischen Truppen räumen die dänische Ostsee-Insel Bornholm, die sie im Mai 1945 nach der deutschen Besetzung eingenommen hatten.

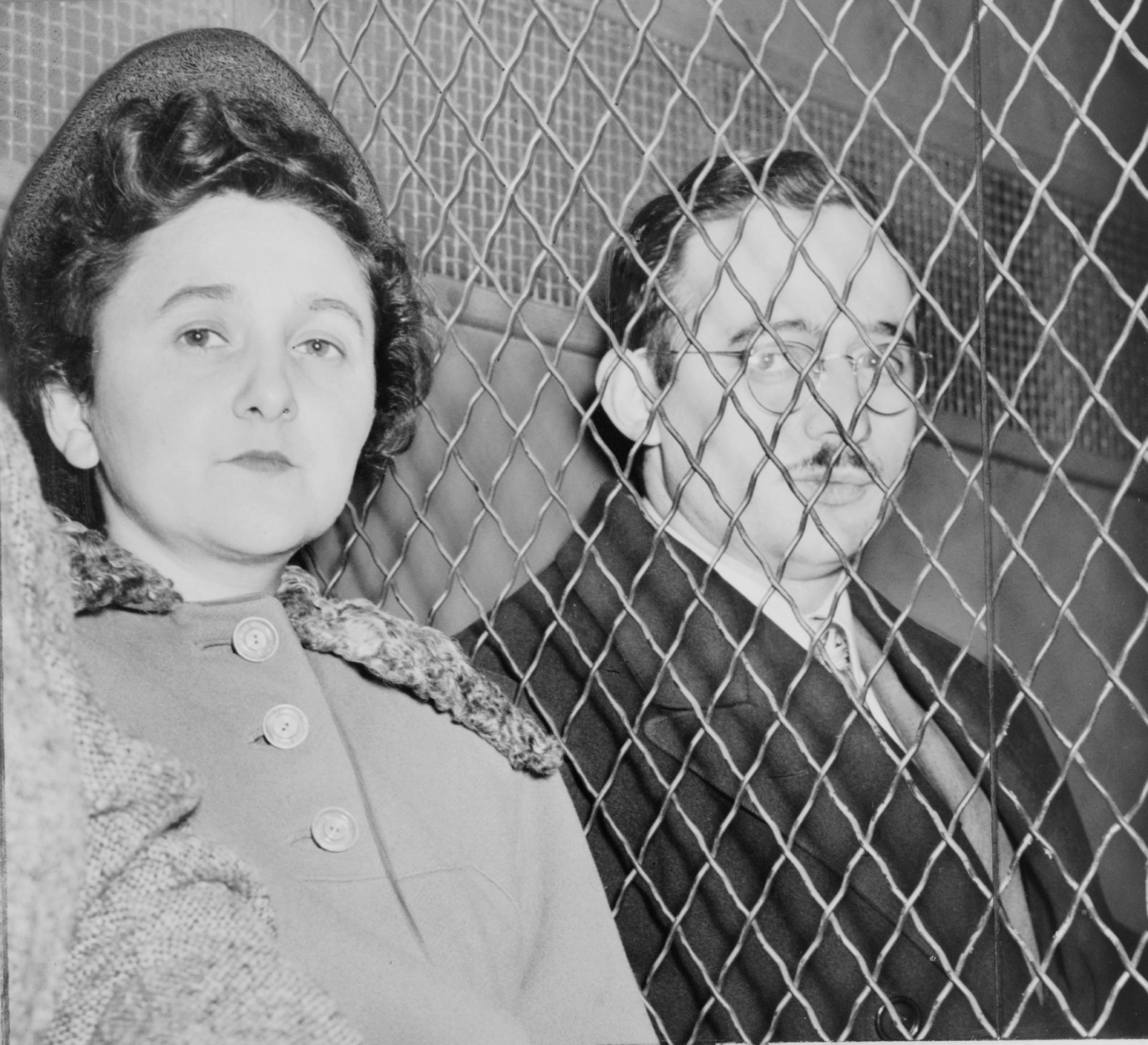
1951: Ethel und Julius Rosenberg

- 1951: Auf dem Höhepunkt der McCarthy-Ära wird das jüdische Ehepaar Ethel und Julius Rosenberg wegen des angeblichen Verrats von Atomgeheimnissen an die UdSSR zum Tode verurteilt. Hauptgrund für das Urteil ist das vermutlich mit unfairen Mitteln geführte Verhör von Ethels Bruder David Greenglass durch den Staatsanwalt Roy Cohn.
- 1955: Winston Churchill tritt aufgrund gesundheitlicher Probleme als Premierminister von Großbritannien zurück.
- 1960: Durch das Abzeichengesetz werden in Österreich Tragen und Zurschaustellung von Abzeichen, Emblemen und Symbolen verbotener Organisationen untersagt. Das Gesetz dient vor allem dazu, nationalsozialistische Propaganda in der Öffentlichkeit zu unterbinden.
- 1963: Die ARD beginnt mit der Ausstrahlung des Berichts aus Bonn, der künftig immer freitags politische Themen aus der deutschen Bundeshauptstadt erörtert. In der ersten Sendung erklärt Bundeskanzler Konrad Adenauer im Interview: „Ich gehe im Herbst.“
- 1972: Nordvietnamesische Streitkräfte dringen in die Provinz Binh Long ein und bilden dadurch im Vietnamkrieg eine zweite Front in der Nguyen Hue Offensive.
- 1976: Eine Trauerfeier für den verstorbenen chinesischen Staatschef Zhou Enlai auf dem Tian’anmen-Platz in Peking entwickelt sich zu einer Kundgebung gegen die politischen Machthaber. Erst am späten Abend werden die letzten Protestierenden des Tian’anmen-Zwischenfalls von der Polizei verhaftet.
- 1976: James Callaghan wird britischer Premierminister, nachdem Harold Wilson zurückgetreten ist.
- 1986: Ein Anschlag auf die bei US-Soldaten beliebte Diskothek LaBelle im West-Berliner Ortsteil Friedenau fordert drei Tote. Als Auftraggeberin des Attentats wird später die Regierung Libyens unter Muammar al-Gaddafi ermittelt.
- 1989: Die mit der Verhängung des Kriegsrechtes im Jahr 1981 verbotene Gewerkschaft Solidarność wird nach Gesprächen am Runden Tisch in Polen wieder zugelassen.

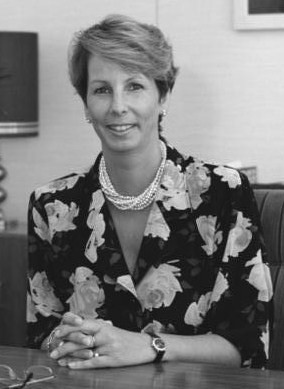
1990: Sabine Bergmann-Pohl

- 1990: 18 Tage nach den ersten freien Wahlen zur Volkskammer der DDR konstituiert sich diese und wählt die CDU-Abgeordnete Sabine Bergmann-Pohl zu ihrer Präsidentin.
- 1991: Der Hessische Landtag in Wiesbaden wählt den SPD-Politiker Hans Eichel mit den Stimmen der rot-grünen Regierung zum Ministerpräsidenten von Hessen. Er folgt in diesem Amt Walter Wallmann von der CDU.
- 1992: Mit der Einnahme des internationalen Flughafens von Sarajevo in Bosnien-Herzegowina durch die Jugoslawische Volksarmee beginnt die Belagerung von Sarajevo, die bis zum 29. Februar 1996 dauern wird. Mit 1.425 Tagen ist es die längste Belagerung im 20. Jahrhundert.
- 1992: Der peruanische Präsident Alberto Fujimori löst ohne Vorankündigung den Kongress auf und suspendierte die verfassungsmäßigen Rechte der Judikative. Das Ereignis ist in Peru als Selbstputsch (autogolpe) bekannt.
- 1999: Die mutmaßlichen Attentäter von Lockerbie werden an die Niederlande ausgeliefert und die Sanktionen des Sicherheitsrats gegen Libyen damit ausgesetzt.

### Wirtschaft
- 1764: Das britische Parlament beschließt den Sugar Act. Dieses Zollgesetz bringt die Wirtschaft in den Kolonien fast zum Erliegen und ist eine der Ursachen für die Amerikanische Unabhängigkeitsbewegung.
- 1808: Die Seefahrtschule Lübeck wird zur Ausbildung von Kapitänen und Steuerleuten der Handelsschifffahrt gegründet.

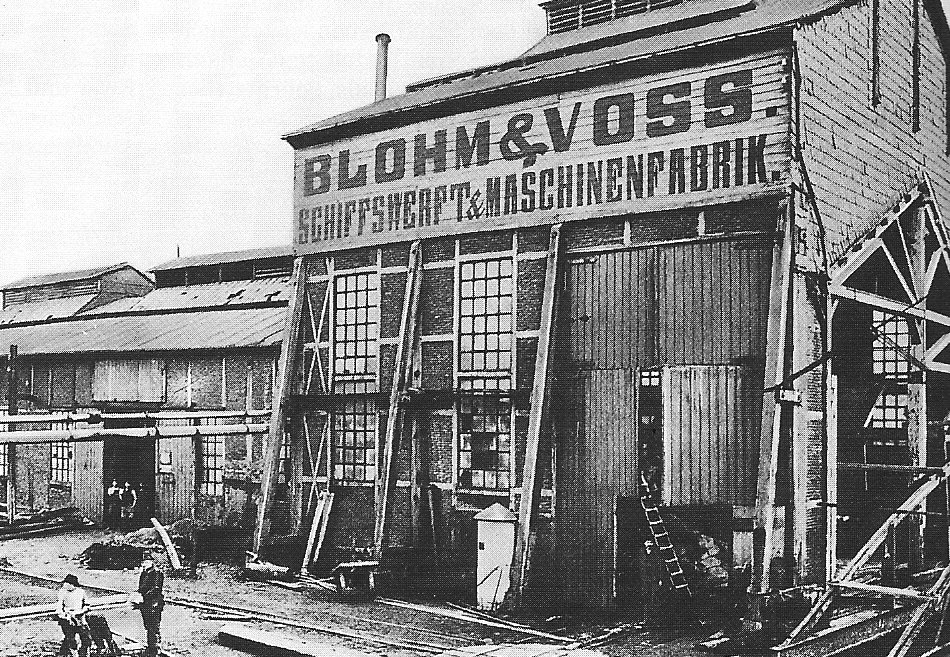
1877: Werft Blohm & Voss

- 1877: In Hamburg gründen Hermann Blohm und Ernst Voss die Schiffswerft Blohm & Voss als Offene Handelsgesellschaft. Erst eineinhalb Jahre nach der Gründung des Unternehmens wird es den ersten Auftrag erhalten.
- 1883: Aus dem gegründeten Gerichtshof zur Schlichtung von inländischen und transnationalen Konflikten innerhalb Londons erwächst mit der Zeit der weltweit tätige Schiedsgerichtshof London Court of International Arbitration.
- 1923: Die Firestone Tire & Rubber Company beginnt mit der Produktion von Gummireifen.
- 1933: US-Präsident Franklin D. Roosevelt untersagt per Dekret (Presidential Executive Order 6102) den Besitz von Gold, Goldmünzen und -zertifikaten in Privathand. Diese mit einem nationalen Notstand begründete Maßnahme soll der Stabilität des US-Dollars dienen und seiner Entwertung durch die Flucht in Sachwerte vorbeugen.
- 1962: Die Blaupunkt Werke GmbH erhält in Deutschland ein Patent auf ein „Verfahren zur Bestückung von sogenannten gedruckten Schaltungen mit Schaltungselementen“. Dieses Verfahren wird heute SMD-Technik genannt.
- 1963: Die ARD strahlt erstmals den Weltspiegel mit Berichten von Auslandskorrespondenten im deutschen Fernsehen aus. Gerd Ruge moderiert die Sendung im ersten Programm.
- 1993: Das US-amerikanische Unternehmen Nvidia wird gegründet.

### Wissenschaft und Technik
- 1958: Der Unterwasserberg Ripple Rock zwischen Vancouver Island und dem kanadischen Festland, der eine ständige Gefahr für die Schifffahrt dargestellt hat, wird mit 1.375 Tonnen Sprengstoff gesprengt. Es handelt sich um eine der größten konventionellen Sprengungen der Geschichte.
- 1959: Der Prototyp der von Aero Vodochody entwickelten L-29, später Standard-Schulflugzeug der Streitkräfte des Warschauer Pakts, absolviert seinen Erstflug.

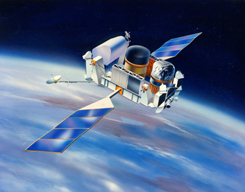
1991: Compton Gamma Ray Observatory

- 1991: Mit der STS-37-Mission des Space Shuttle Atlantis wird der Wissenschaftssatellit Compton Gamma Ray Observatory in eine Erdumlaufbahn gebracht. Zu den Aufgaben dieses Weltraumteleskops für Gammaastronomie zählt unter anderem eine Durchmusterung des Universums.

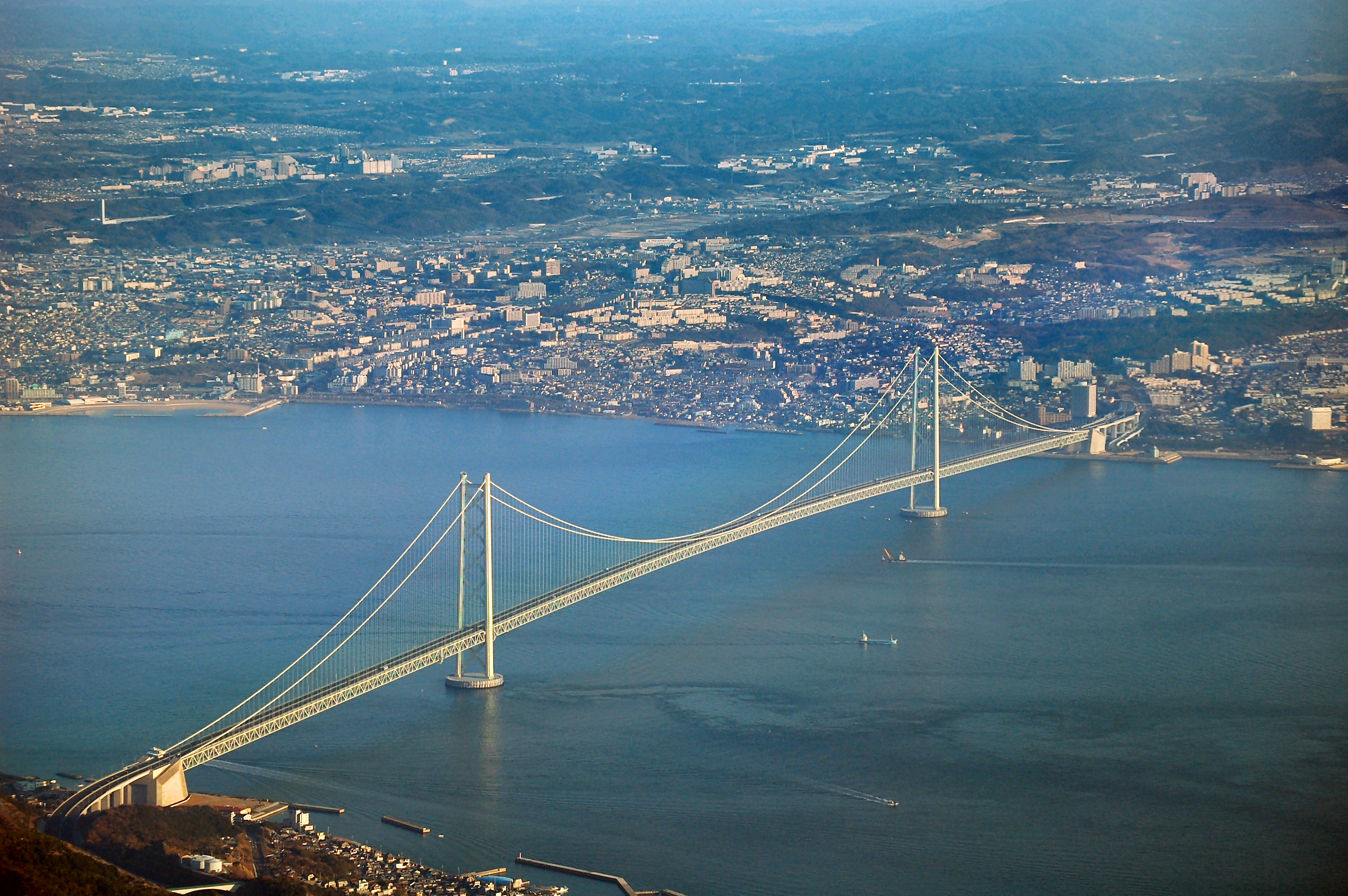
1998: Akashi-Kaikyō-Brücke

- 1998: Die Akashi-Kaikyō-Brücke zwischen dem Stadtbezirk Tarumi-ku in Kōbe auf der japanischen Hauptinsel Honshū und dem Ort Awaji auf der Insel Awaji-shima, die Hängebrücke mit dem längsten frei tragenden Mittelstück der Welt, wird für den Verkehr freigegeben. Der Bau dauerte über 10 Jahre.

### Kultur
- 1773: In Berlin findet die Uraufführung der komischen Oper Die Jubelhochzeit von Johann Adam Hiller mit dem Text von Christian Felix Weiße statt.
- 1803: Das Klavierkonzert Nr. 3 c-Moll op. 37 von Ludwig van Beethoven hat seine Uraufführung in Wien.
- 1874: Die Operette Die Fledermaus von Johann Strauss mit dem Libretto von Karl Haffner und Richard Genée wird im Theater an der Wien in Wien uraufgeführt. Sie gilt als Höhepunkt der klassischen Wiener Operette.
- 1885: Die Oper Noé von Georges Bizet wird in Karlsruhe uraufgeführt. Bizet hat mit dieser Oper ein unvollendetes Werk seines Schwiegervaters Fromental Halévy fertiggestellt.
- 1919: Das Singspiel Das Dorf ohne Glocke von Eduard Künneke hat seine Uraufführung am Friedrich-Wilhelmstädtischen Theater in Berlin.
- 1923: Geschichte des Jazz: King Oliver’s Creole Jazz Band (mit Louis Armstrong, Honoré Dutrey, Johnny Dodds, Lil Armstrong, Bud Scott und Baby Dodds) nimmt für Gennett Records den bahnbrechenden Titel Chimes Blues auf, der bis heute zu den Jazzstandards gehört und mit Louis Armstrongs erstem Kornett-Solo assoziiert wird.
- 1941: Am Nationaltheater München wird das Ballett Verklungene Feste von Pia und Pino Mlakar uraufgeführt.
- 1946: Etwa 40 Jahre nach ihrer Entstehung wird die 3. Sinfonie von Charles Ives in New York uraufgeführt (und der Komponist im Folgejahr dafür mit dem Pulitzer-Preis für Musik ausgezeichnet).

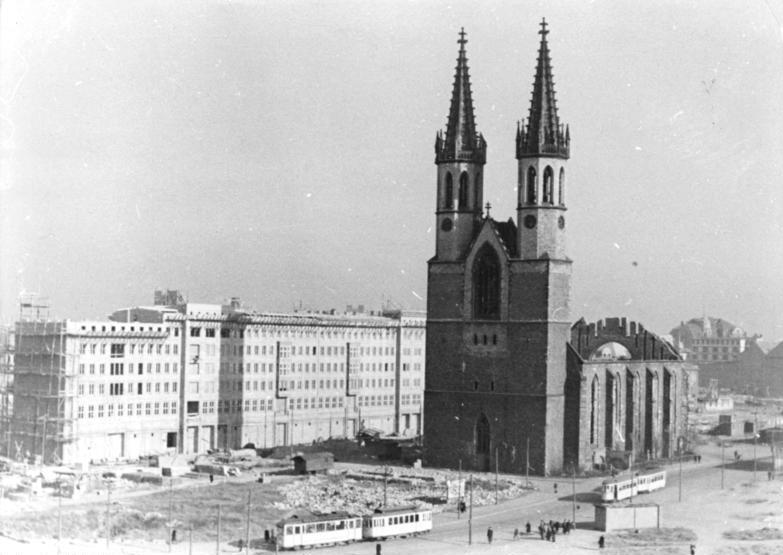
1956: Ulrichskirche

- 1956: In Magdeburg wird die auf das 11. Jahrhundert zurückgehende, kriegsbeschädigte Ulrichskirche auf Veranlassung des SED-Regimes gesprengt.

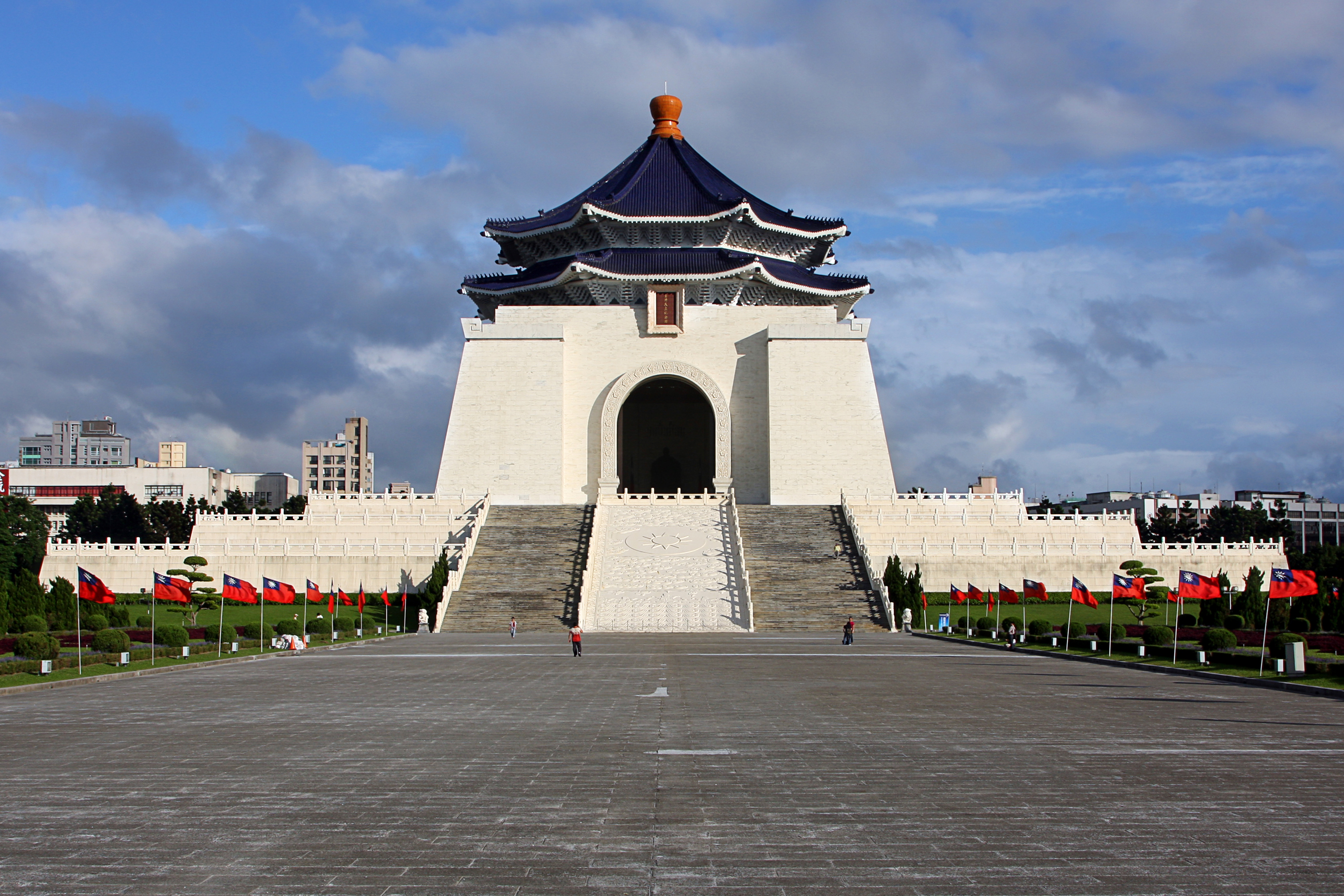
1980: Die Nationale Chiang-Kai-shek-Gedenkhalle

- 1980: Am fünften Todestag von Taiwans langjährigem Präsidenten Chiang Kai-shek wird in Taipeh die Nationale Chiang-Kai-shek-Gedächtnishalle eröffnet.

### Gesellschaft
- 1879: Die im Zusammenhang mit der Marpinger Marienerscheinungen des Betruges und des Landfriedensbruchs Beschuldigten werden von der Zuchtpolizeikammer Saarbrücken freigesprochen.
- 1976: Bei einer Demonstration gegen Busing in Boston nimmt Stanley Forman das Foto The Soiling of Old Glory auf, das einen weißen Jugendlichen zeigt, wie er einen Schwarzen mit einer US-Flagge attackiert.
- 2012: Der als „Händler des Todes“ bezeichnete russische Waffenhändler Wiktor But wird von einem US-amerikanischen Gericht zu einer 25-jährigen Freiheitsstrafe verurteilt.

### Religion
- 1906: Papst Pius X. exkommuniziert die Mariaviten Feliksa Kozłowska und Jan Maria Michał Kowalski. Feliksa Kozłowska ist die erste Frau, die von der katholischen Kirche exkommuniziert wird.

### Katastrophen

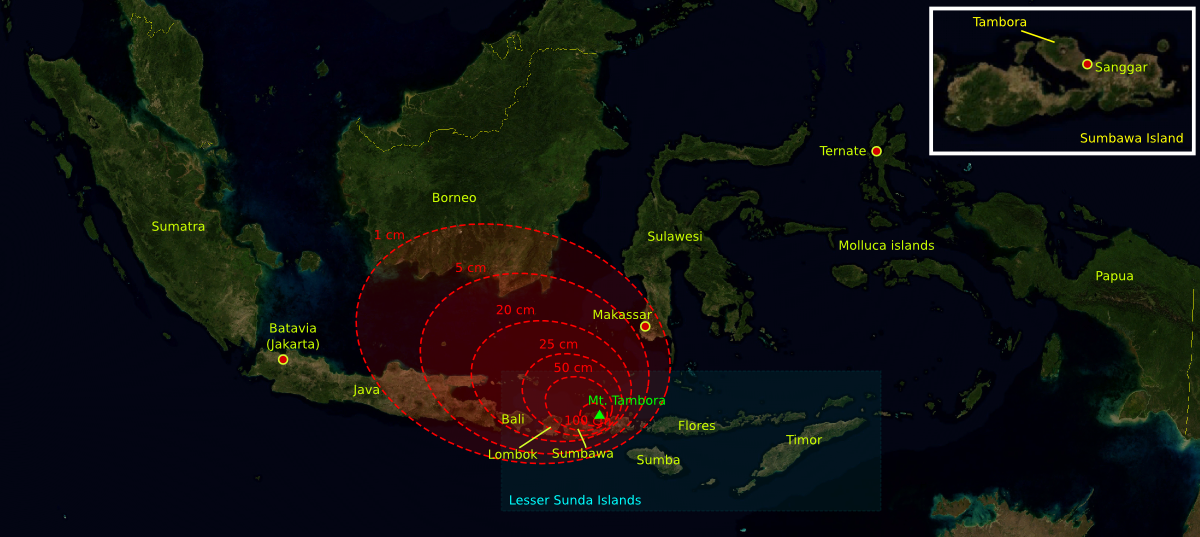
1815: Geschätzte Ascheniederschläge während des Ausbruchs

- 1815: Der rund 14 Tage dauernde Ausbruch des Vulkans Tambora auf Sumbawa in Indonesien beginnt mit einer ersten Eruption. Weitere, insbesondere am 10. April, führen zu insgesamt etwa 100.000 Todesopfern auf Grund des Ausbruchs und darauf folgender Flutwellen. Durch den vulkanischen Winter kommt es auch in Europa zu Hungersnöten.

Kleinere Unglücksfälle sind in den Unterartikeln von Katastrophe und in der Liste von Katastrophen aufgeführt.

### Sport
- 1902: Im Glasgower Fußballstadion Ibrox Park ereignet sich beim Länderspiel zwischen Schottland und England durch Zusammenbrechen einer Holztribüne die erste Ibrox-Katastrophe. Es gibt 25 tote und 517 verletzte Zuschauer. Das Fassungsvermögen des Stadions wird danach vorübergehend von 75.000 auf 25.000 Zuschauer verringert.

1908: Deutsche Nationalmannschaft in Basel

- 1908: In Basel findet das erste offizielle Länderspiel der deutschen Fußballnationalmannschaft statt: Das Deutsche Reich verliert gegen die Schweiz mit 3:5.
- 1932: Das als „Australiens Wunderpferd“ apostrophierte Rennpferd Phar Lap stirbt – möglicherweise durch eine Vergiftung – in Kalifornien.

Einträge von Leichtathletik-Weltrekorden befinden sich unter der jeweiligen Disziplin unter Leichtathletik.

## Geboren

### Vor dem 17. Jahrhundert
- 1172: Rostislaw II., Großfürst der Kiewer Rus
- 1219: Wonjong, 24. König des koreanischen Goryeo-Reiches
- 1288: Go-Fushimi, japanischer Kaiser
- 1315: Jakob III. von Mallorca, König von Mallorca, Graf von Cerdanya und Roussillon, Herr von Montpellier aus dem Haus Barcelona
- 1365: Wilhelm II., Herzog von Straubing-Holland
- 1423: Endres Tucher, deutscher Baumeister
- 1447: Katharina von Genua, italienische Krankenschwester und Mystikerin
- 1472: Bianca Maria Sforza, Ehefrau Kaiser Maximilians I.
- 1511: Johann IV., Graf von Nassau-Saarbrücken
- 1521: Francesco Laparelli, italienischer Ingenieur und Baumeister

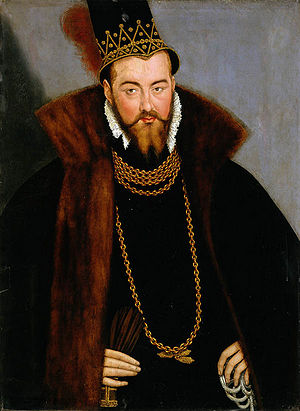
Georg Friedrich I. (* 1539)

- 1539: Georg Friedrich der Ältere, Markgraf von Brandenburg-Ansbach und Bayreuth, Herzog im Herzogtum Preußen
- 1568: Urban VIII., Papst
- 1578: Tobias Hübner, deutscher Barockdichter und Literaturtheoretiker, Kammer- und Justizrat des Fürsten Johann Kasimir
- 1588: Thomas Hobbes, englischer Mathematiker, Staatstheoretiker und Philosoph
- 1591: Friedrich Ulrich, Herzog von Braunschweig und Lüneburg, Fürst von Braunschweig-Wolfenbüttel
- 1598: Anna Elisabeth, Prinzessin von Anhalt-Dessau und Gräfin von Bentheim-Steinfurt

### 17. Jahrhundert
- 1604: Karl IV., Herzog von Lothringen
- 1608: Zacharias Lund deutscher Dichter und klassischer Philologe
- 1616: Friedrich von Pfalz-Zweibrücken, Pfalzgraf und Herzog von Pfalz-Zweibrücken
- 1622: Vincenzo Viviani, Mathematiker und Physiker
- 1626: (getauft) Jan van Kessel der Ältere, flämischer Maler
- 1629: Giovanni Battista Ruoppolo, italienischer Maler
- 1639: Otto de Grana, kaiserlicher Feldmarschall und Diplomat, königlich-spanischer Statthalter in den Spanischen Niederlande
- 1641: Johann Georg Seidenbusch, bayerischer Priester und Begründer der Oratorianer-Institute
- 1649: Elihu Yale, Stifter der Yale University
- 1653: Franz Andrä von Orsini-Rosenberg, Landeshauptmann von Kärnten
- 1656: Franz Anton von Landsberg, General und Gouverneur der Stadt Münster
- 1661: Carl August von Alvensleben, Hofrat, Domherr zu Magdeburg und Privatgelehrter
- 1669: Christian Nicolaus von Linger, preußischer General
- 1673: Nicolò Grimaldi gen. Nicolino, italienischer Sänger und Kastrat
- 1674: Elisabeth Sophie von Brandenburg, Herzogin von Kurland, Markgräfin von Brandenburg-Bayreuth und Herzogin von Sachsen-Meiningen
- 1691: Ludwig VIII., Landgraf von Hessen-Darmstadt
- 1691: Franz Joseph Spiegler, deutscher Maler
- 1692: Adrienne Lecouvreur, französische Schauspielerin

### 18. Jahrhundert
- 1701: Jonathan Krause, deutscher Theologe und Kirchenliederdichter
- 1715: Reinhard Iselin, schweizerisch-dänischer Schiffseigner, Tuchhändler und Bankier
- 1719: Fredrik Axel von Fersen, schwedischer General und Staatsmann
- 1724: George Keppel, 3. Earl of Albemarle, britischer Offizier und Politiker
- 1724: Maria Amalia, Erzherzogin von Österreich
- 1726: Benjamin Harrison V, einer der Gründerväter der USA
- 1727: Pasquale Anfossi, italienischer Opernkomponist
- 1727: Friedrich Wilhelm von Westphalen, Fürstbischof von Hildesheim und Paderborn
- 1729: Friedrich Karl Ferdinand, Herzog von Braunschweig-Bevern
- 1732: Jean-Honoré Fragonard, französischer Maler, Zeichner und Radierer
- 1739: Philemon Dickinson, US-amerikanischer Politiker

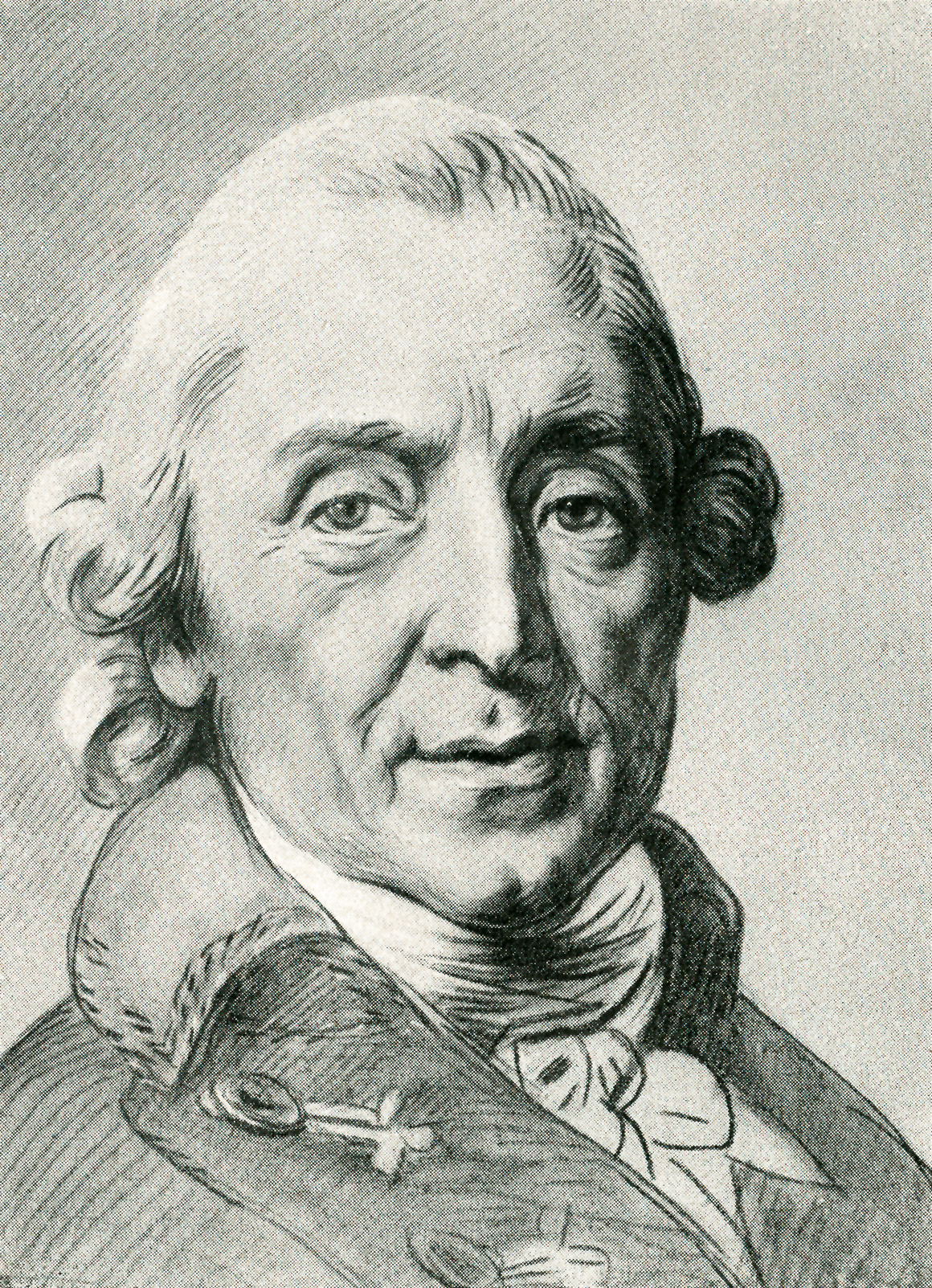
Friedrich Wilhelm Heinrich von Trebra (* 1740)

- 1740: Friedrich Wilhelm Heinrich von Trebra, sächsischer Oberberghauptmann
- 1741: Johann Baptist Ambrosi, deutscher Theologe
- 1746: August Friedrich Karl von Ziegesar, deutscher Kanzler und Generallandschaftsdirektor
- 1751: Johann Christian Klengel, deutscher Radierer und Maler
- 1755: Vincenc Mašek, böhmischer Komponist
- 1758: Henry Harford, letzter Lord Proprietor der englischen Kolonie Maryland
- 1761: Gottschalk Mayer, kurpfälzischer Hoffaktor, Unternehmer und Gutsbesitzer
- 1763: Georg Wilhelm Otto von Ries, Offizier und Schriftsteller
- 1768: Dietrich Ludwig Gustav Karsten, deutscher Mineraloge
- 1769: Thomas Masterman Hardy, britischer Marineoffizier
- 1769: Johann Georg Henle, deutscher Rotgerbermeister und Stifter
- 1770: Heinrich Behrmann, deutsch-dänischer Pädagoge, Historiker und Privatgelehrter
- 1770: Just Friedrich von Seelhorst, deutscher Beamter
- 1772: Domenico Puccini, italienischer Komponist
- 1776: Luise Duttenhofer, deutsche Scherenschnittkünstlerin

Louis Spohr (* 1784)

- 1784: Louis Spohr, deutscher Komponist, Dirigent und Geiger
- 1788: Franz Pforr, deutscher Maler
- 1790: Sophie Wilhelmine Mosewius, deutsche Sängerin
- 1796: Henri Pyt, Schweizer Wanderprediger
- 1797: Carl Devrient, deutscher Theaterschauspieler
- 1797: Johann Fischbach, österreichischer Maler
- 1799: Constantin Ackermann, deutscher evangelischer Geistlicher

### 19. Jahrhundert

#### 1801–1850
- 1801: Vincenzo Gioberti, italienischer Politiker und Philosoph
- 1802: Ferdinand Leonhardi, deutscher Advokat, Bürgermeister und Politiker
- 1804: Matthias Jacob Schleiden, deutscher Botaniker und Mitbegründer der Zelltheorie
- 1805: Julius Freudenthal, deutscher Komponist und Numismatiker
- 1809: Karl Felix Halm, deutscher Altphilologe und Bibliothekar
- 1809: Clamor Huchzermeyer, deutscher lutherischer Pfarrer und Abgeordneter
- 1811: Maria Brignole Sale De Ferrari, italienische Aristokratin, Salonière und Mäzenin
- 1811: Jules Dupré, französischer Landschaftsmaler
- 1814: Felix von Lichnowsky, deutscher Politiker
- 1815: Louis Chollet, französischer Organist und Komponist
- 1817: Henriette Obermüller, deutsche Kleinunternehmerin, Frauenrechtlerin und badische Revolutionärin
- 1819: Hermann von Görtz-Wrisberg, Jurist, Politiker und braunschweigischer Staatsminister
- 1822: Paolo Ferrari, italienischer Lustspieldichter
- 1823: Maria Arndts, deutsche Schriftstellerin
- 1826: Friedrich Schünemann-Pott, US-amerikanischer Freidenker und deutscher Theologe
- 1827: Joseph Lister, 1. Baron Lister, britischer Mediziner
- 1827: Dionýs Štúr, Geologe und Paläontologe
- 1827: Georg Voigt, deutscher Historiker
- 1831: Bernhard Danckelmann, deutscher Forstbeamter und -wissenschaftler
- 1832: Ernst Wagner, deutscher Prähistoriker
- 1833: Arthur Gehlert, deutscher Industrieller, Politiker und Schachkomponist
- 1835: Wilhelmine Fliedner, deutsche Schulgründerin
- 1835: Vítězslav Hálek, tschechischer Dichter, Prosaist, Dramaturg und Journalist
- 1837: Camille de La Berge, französischer Literaturhistoriker und Numismatiker

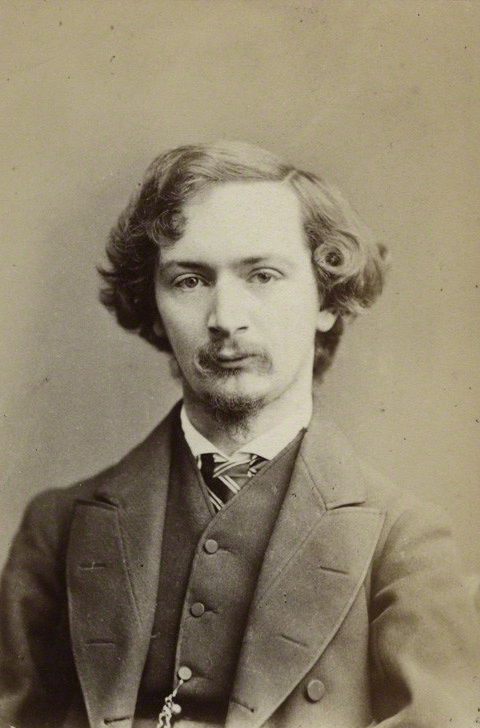
Algernon Charles Swinburne (* 1837)

- 1837: Algernon Charles Swinburne, britischer Schriftsteller
- 1840: Paul Konewka, Silhouettenschneider und Zeichner
- 1840: Théodore Ritter, französischer Pianist und Komponist
- 1845: Louis Kolitz, deutscher Maler
- 1846: Michael Georg Conrad, deutscher Schriftsteller
- 1846: Siegmund Exner-Ewarten, österreichischer Physiologe
- 1846: Henry Wellesley, 3. Duke of Wellington, britischer Offizier
- 1848: Emma Paterson, englische Frauenrechtlerin
- 1848: Carl Herrmann Unthan, deutscher armloser Musiker und Artist
- 1848: Ulrich Wille, General der Schweizer Armee während des Ersten Weltkriegs
- 1850: Max Meyer-Olbersleben, deutscher Komponist

#### 1851–1900
- 1852: Nariakira Arisaka, japanischer Militär
- 1852: Franz Eckert, deutscher Komponist
- 1853: Lily Alice Lefevre, kanadische Lyrikerin
- 1853: Conrad von Seelhorst, deutscher Agrarwissenschaftler
- 1854: Joseph Gagnier, kanadischer Klarinettist
- 1856: Maximilian Reichel, deutscher Feuerwehrbeamter

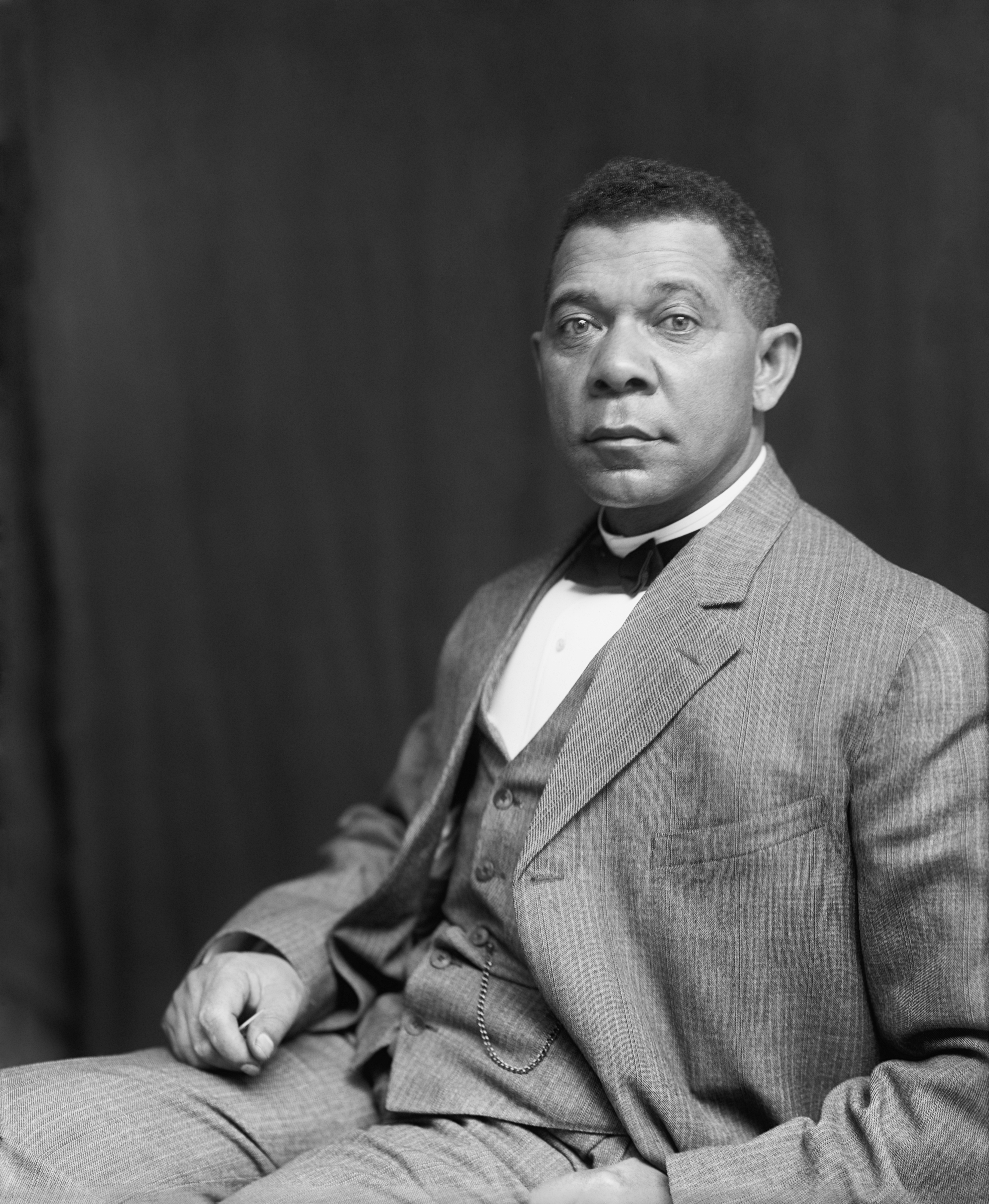
Booker T. Washington (* 1856)

- 1856: Booker T. Washington, US-amerikanischer Pädagoge, Sozialreformer und Schwarzenrechtler
- 1857: Alexander I., Fürst von Bulgarien
- 1858: Ernst Falkenthal, deutscher Kolonialbeamter
- 1859: Anton Aicher, österreichischer Bildhauer
- 1859: Rudolf Krzyzanowski, österreichischer Dirigent und Komponist
- 1859: Friedrich Lutzmann, Autopionier, Konstrukteur und Unternehmer
- 1859: Bartholomeus van Ommeren, niederländischer Redakteur und Anarchist
- 1861: Fritz Encke, Gartenarchitekt und königlicher Gartenbaudirektor
- 1863: Viktoria von Hessen-Darmstadt, Prinzessin von Hessen-Darmstadt
- 1867: Friedrich Schwendimann, Schweizer römisch-katholischer Geistlicher und Kirchenhistoriker
- 1868: Leopold Freund, österreichischer Röntgenologe
- 1868: Ketty Gilsoul-Hoppe, belgische Malerin

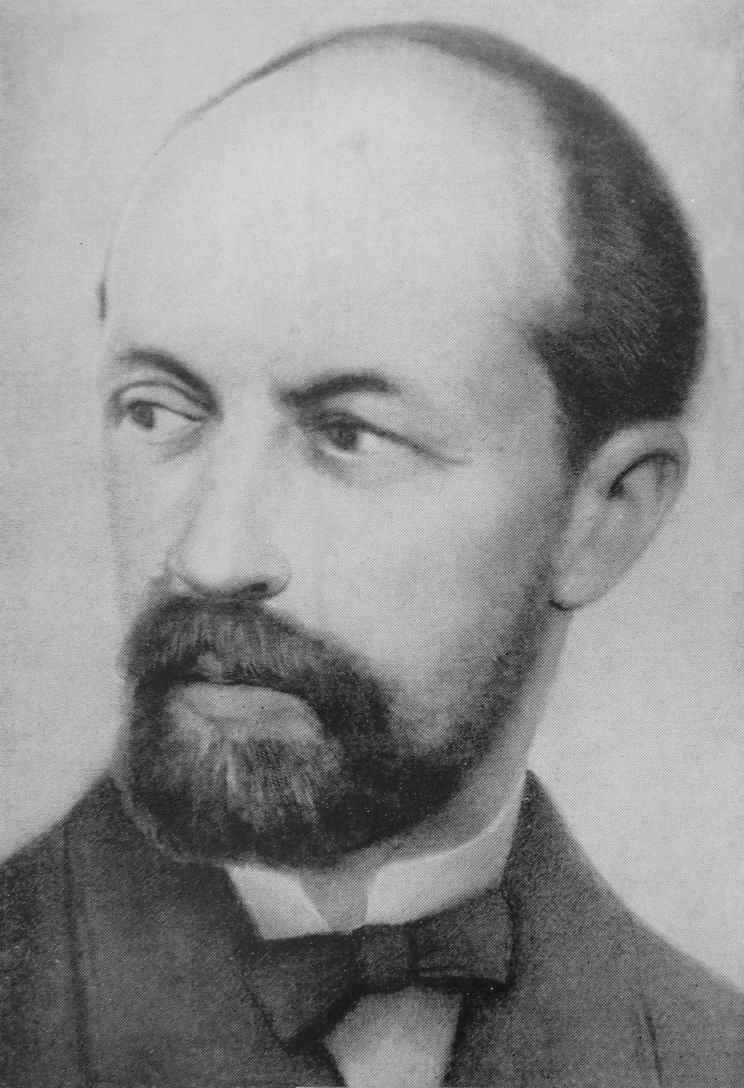
Albert Roussel (* 1869)

- 1869: Albert Roussel, französischer Komponist
- 1869: Sergei Alexejewitsch Tschaplygin, sowjetischer Aerodynamiker
- 1872: Hans Beschorner, deutscher Archivar und Historiker
- 1872: Emmy von Egidy, deutsche Bildhauerin und Schriftstellerin
- 1873: Rafael Emilio Arté, dominikanischer Musiker und Musikpädagoge
- 1874: Jenny Apolant, deutsche Frauenrechtlerin
- 1875: Blumepeter, Mannheimer Lokallegende
- 1875: Alice Michaelis, deutsche Malerin und NS-Opfer
- 1875: Adolph Schönfelder, deutscher Politiker
- 1875: Franziska Steinitz, deutsche Romanistin und Übersetzerin, Holocaustopfer
- 1877: Georg Faber, deutscher Mathematiker
- 1877: Emil Herz, deutscher Verleger
- 1877: Carl Albert Loosli, Schweizer Schriftsteller und Journalist
- 1877: Walter Sutton, US-amerikanischer Genetiker
- 1877: Konstanty Wolny, Rechtsanwalt, erster Marschall des Schlesischen Parlaments
- 1878: Wolf Dohrn, deutscher Reformer
- 1878: Georg Misch, deutscher Philosoph
- 1878: Paul Weinstein, deutscher Leichtathlet
- 1883: Victor Julius Franz, deutscher Zoologe
- 1883: Tan Cheng Lock, Geschäftsmann und erster Präsident der Malaysian Chinese Association
- 1884: Heinrich Angermeier, deutscher Politiker
- 1885: Dimitrie Cuclin, rumänischer Komponist
- 1886: Gotthelf Bergsträßer, deutscher Orientalist
- 1887: Hans Ewers, deutscher Politiker

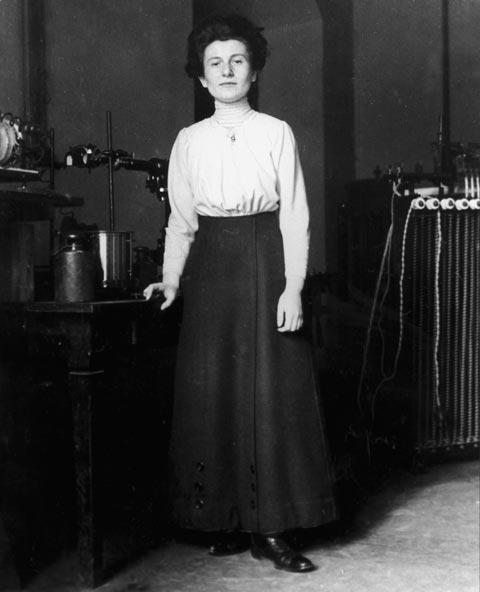
Hedwig Kohn (* 1887)

- 1887: Hedwig Kohn, deutsche Physikerin
- 1888: Ella Iranyi, österreichische Malerin, Opfer der Shoa

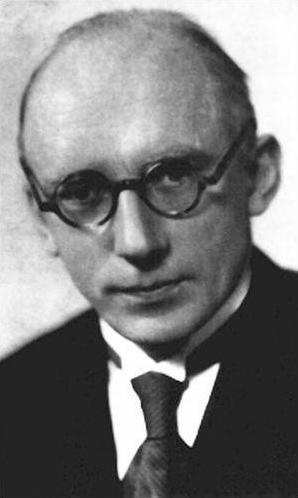
František Michálek Bartoš (* 1889)

- 1889: František Michálek Bartoš, böhmisch-tschechoslowakischer Professor, Repräsentant der böhmischen Historik
- 1889: Mestre Pastinha, brasilianischer Kampfsportler und Begründer der Capoeira de Angola
- 1890: Harold Elmer Anthony, US-amerikanischer Zoologe und Paläontologe
- 1890: Jean Bobescu, rumänischer Violinist, Dirigent und Musikpädagoge
- 1891: Eric Gordon England, britischer Ingenieur und Automobilrennfahrer
- 1891: Ernst Fraenkel, deutscher Wirtschafts- und Sozialhistoriker
- 1891: Arnold Jackson, britischer Leichtathlet, Olympiasieger
- 1891: Laura Vicuña, Selige der Salesianischen Familie
- 1892: Hermann Kemper, deutscher Ingenieur, Erfinder der Magnetschwebebahn
- 1893: Clas Thunberg, finnischer Eisschnellläufer
- 1894: Dmitrij Tschižewskij, deutsch-ukrainischer Slawist
- 1896: Robert Tillmanns, deutscher Politiker
- 1897: Hans Kellerhals, Schweizer Justizvollzugsbeamter
- 1897: Hans Schuberth, deutscher Politiker
- 1898: Geer van Velde, niederländischer Maler
- 1899: Alfred Blalock, US-amerikanischer Chirurg
- 1900: Maria Ammann, deutsche Wohlfahrtspflegerin
- 1900: Herbert Bayer, deutscher Grafikdesigner, Typograph, Maler
- 1900: Augustin Malroux, französischer Politiker und Résistant
- 1900: Jorge González von Marées, chilenischer Politiker
- 1900: Spencer Tracy, US-amerikanischer Filmschauspieler

### 20. Jahrhundert

#### 1901–1925
- 1901: Curt Bois, deutscher Schauspieler
- 1901: Chester Bowles, US-amerikanischer Politiker
- 1901: Melvyn Douglas, US-amerikanischer Schauspieler
- 1901: Doggie Julian, US-amerikanischer Basketballtrainer
- 1901: Luigi Malipiero, deutscher Theaterregisseur und -intendant, Schauspieler und Bühnenbildner
- 1902: Wal Handley, britischer Motorrad- und Automobilrennfahrer
- 1902: Robert Leukauf, österreichischer Kapellmeister, Musikschriftsteller und Komponist
- 1903: Paul Bode, deutscher Architekt
- 1904: Hermann Bruse, deutscher Maler und Graphiker
- 1905: Jef Maes, belgischer Komponist und Professor
- 1906: Fernando Germani, italienischer Organist, Komponist und Orgelpädagoge
- 1907: Sanya Dharmasakti, thailändischer Politiker

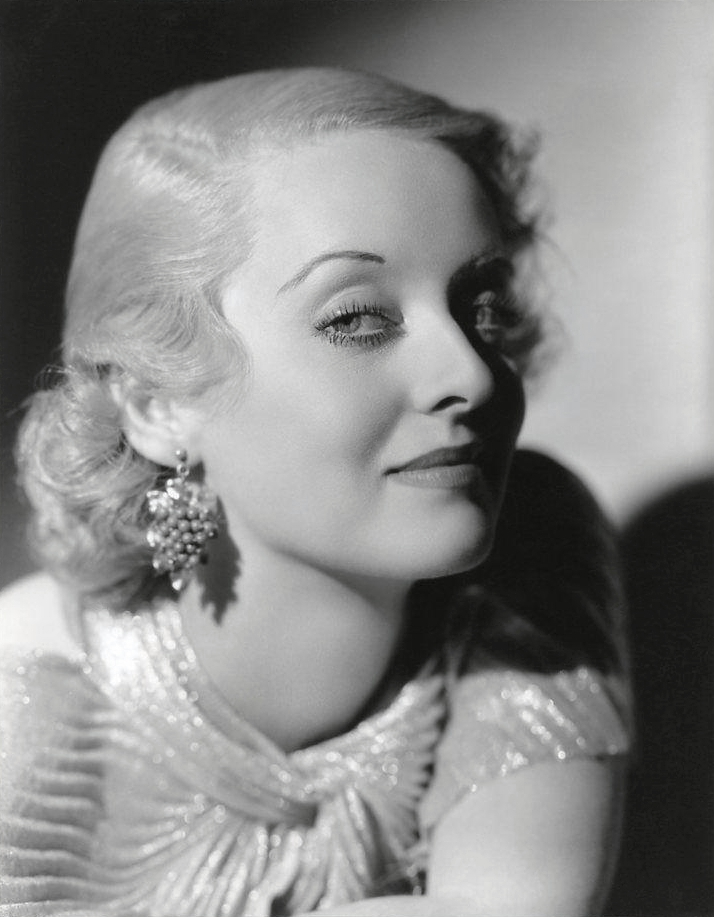
Bette Davis (* 1908)

- 1907: Thomas Fothringham-Parker, britischer Autorennfahrer
- 1908: Bette Davis, US-amerikanische Schauspielerin
- 1908: Herbert von Karajan, österreichischer Dirigent
- 1908: Helmut Koch, deutscher Dirigent und Chorleiter
- 1909: Albert R. Broccoli, US-amerikanischer Filmproduzent
- 1909: Erwin Wegner, deutscher Leichtathlet
- 1910: Sven Olof Morgan Andersson, schwedischer Politiker
- 1910: Effi Biedrzynski, deutsche Lektorin und Publizistin
- 1910: Chaim Grade, litauisch-jüdischer Schriftsteller und Dichter
- 1911: Erich Kästner, deutscher Konstrukteur
- 1911: Jimmy Kinnon, Gründer von Narcotics Anonymous
- 1911: Georg Liebsch, deutscher Gewichtheber
- 1911: Dieter Oesterlen, deutscher Architekt und Hochschullehrer
- 1911: Robert Jan Verbelen, flämischer Schriftsteller
- 1912: Ricardo Manuel Arias Espinoza, Staatspräsident von Panama
- 1912: Carlos Guastavino, argentinischer Komponist
- 1913: Elizabeth Monroe Boggs, US-amerikanische Chemikerin und Aktivistin für geistig behinderte Kinder
- 1913: Antoni Clavé, spanischer Maler und Bildhauer
- 1913: Nicolas Grunitzky, togolesischer Politiker
- 1913: Ruth Smith, färöische Malerin und Grafikerin
- 1914: Felice Borel, italienischer Fußballspieler
- 1914: Anne Geelhaar, deutsche Kinderbuch- und Science-Fiction-Autorin
- 1914: Kurt Hanke, deutscher Journalist
- 1915: Hans-Joachim Hannemann, deutscher Ruderer
- 1916: Margaret Delacourt-Smith, Baroness Delacourt-Smith of Alteryn, britische Politikerin

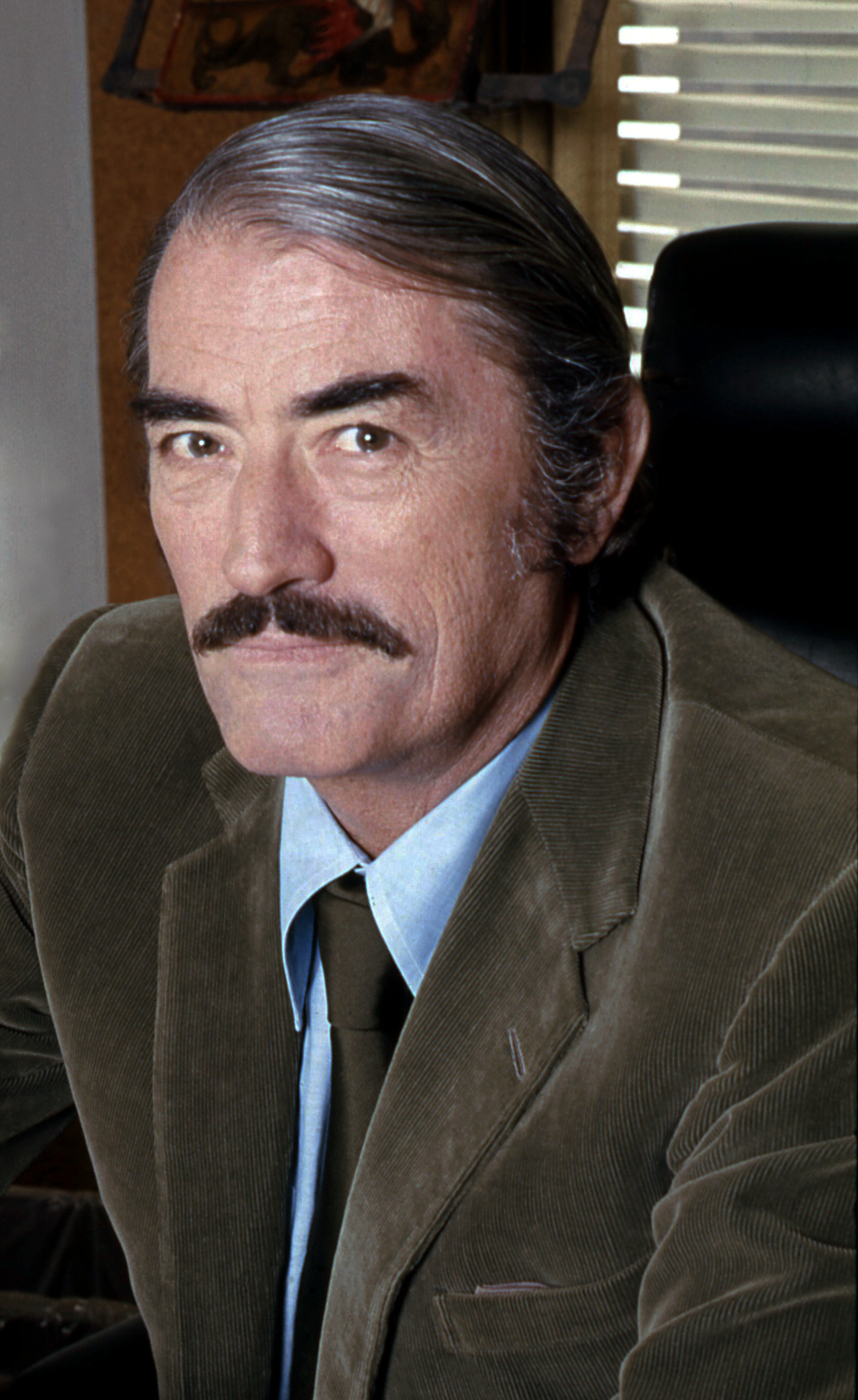
Gregory Peck (* 1916)

- 1916: Gregory Peck, US-amerikanischer Schauspieler
- 1917: Robert Bloch, US-amerikanischer Autor
- 1917: Dorothea Buck, deutsche Autorin
- 1917: Erwin Heinle, deutscher Architekt
- 1917: Ludolf Müller, deutscher Slawist
- 1920: Antoinette Becker, französisch-deutsche Kinder- und Jugendbuchautorin
- 1920: Chatichai Choonhavan, Premierminister von Thailand
- 1920: Arthur Hailey, britisch-kanadischer Autor, Romancier
- 1920: Feodora zu Solms, deutsche Leichtathletin
- 1922: Tom Finney, englischer Fußballspieler
- 1922: Harry Freedman, kanadischer Komponist, Englischhornist und Musikpädagoge
- 1922: Alfonso Thiele, italienischer Automobilrennfahrer
- 1923: Ernest Mandel, marxistischer Ökonom, Theoretiker
- 1923: K. R. H. Sonderborg, deutscher Maler
- 1923: Nguyễn Văn Thiệu, südvietnamesischer General und Präsident
- 1924: Manfred Fuchs, deutscher Fußballspieler und -trainer
- 1925: Kieth Engen, US-amerikanischer Opernsänger
- 1925: Oldřich Flosman, tschechischer Komponist

#### 1926–1950

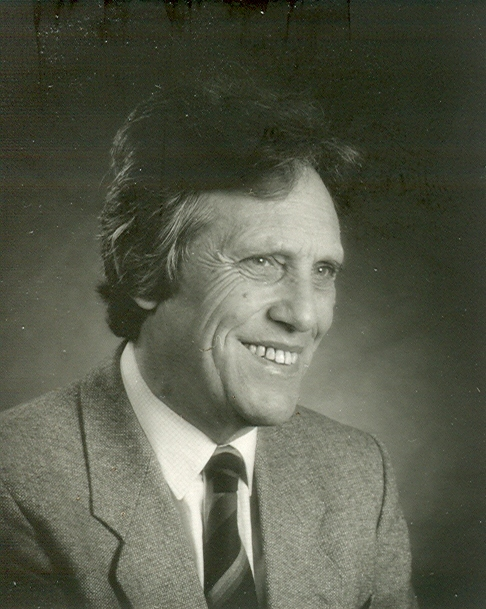
Otto Amann (* 1926)

- 1926: Otto Amann, österreichischer Politiker
- 1926: Roger Corman, US-amerikanischer Independent-Filmproduzent
- 1926: Stan Levey, US-amerikanischer Jazzdrummer
- 1926: Ekkehard Schwartz, deutscher Forstwissenschaftler
- 1926: Herbert Georg Albert Arz von Straussenburg, deutscher Diplomat
- 1927: Eugene Atkinson, US-amerikanischer Politiker
- 1927: Thanin Kraivichien, Premierminister von Thailand
- 1927: Ida Krottendorf, österreichische Schauspielerin
- 1928: Katharina von Arx, schweizerische Schriftstellerin und Journalistin
- 1928: James Milligan, kanadischer Sänger
- 1928: Hansrudi Wäscher, deutscher Comiczeichner und -autor
- 1929: Hugo Claus, belgischer Schriftsteller und Maler

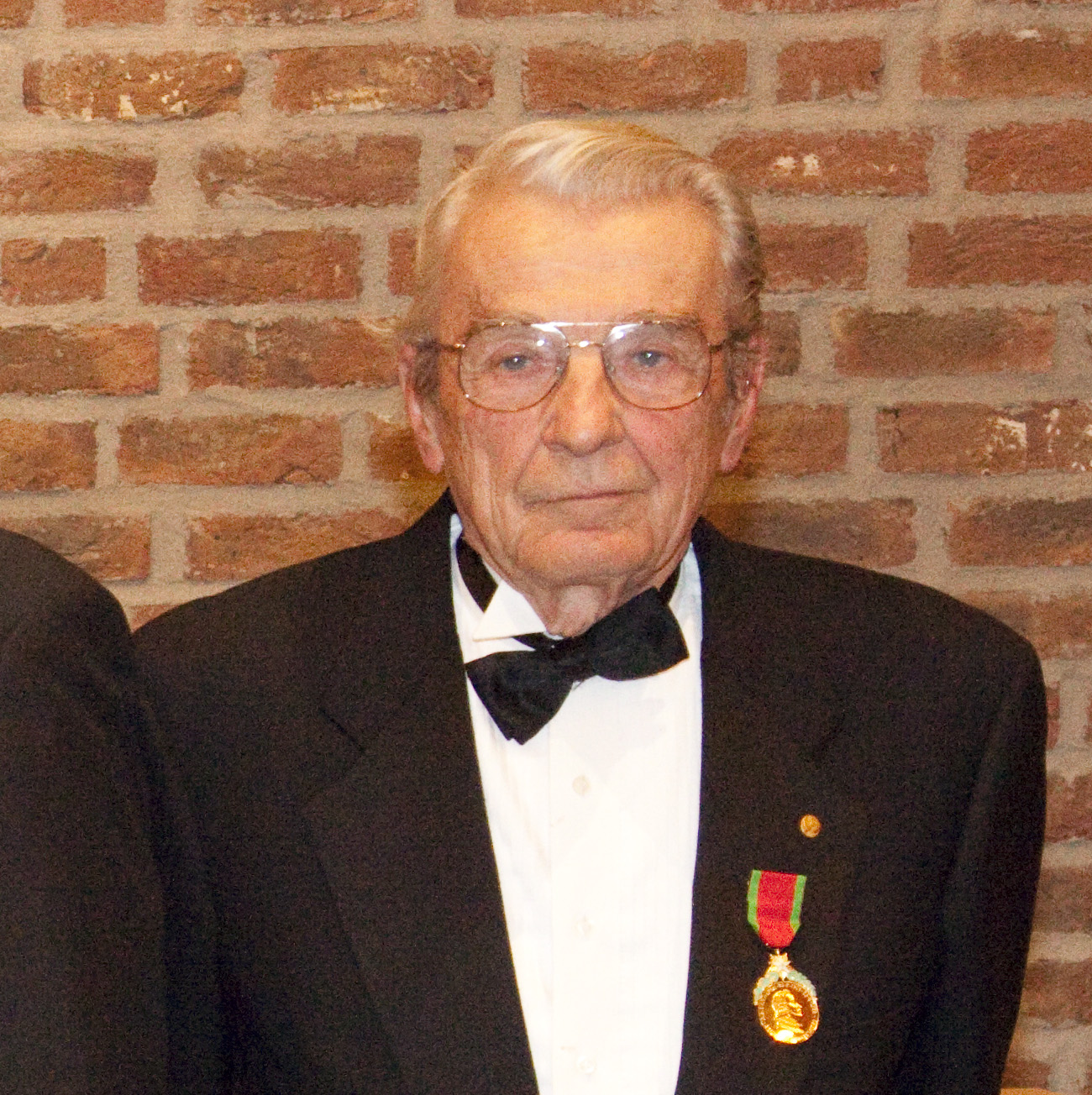
Ivar Giaever (* 1929)

- 1929: Ivar Giaever, US-amerikanischer Physiker
- 1929: Nigel Hawthorne, britischer Schauspieler
- 1929: Ismat T. Kittani, irakischer Diplomat
- 1929: Joe Meek, britischer Musikproduzent
- 1930: Nabil Totah, Jazzbassist palästinensischer Herkunft
- 1931: Jack Clement, US-amerikanischer Country-Musik-Produzent
- 1931: Bill Clifton, US-amerikanischer Country-Musiker
- 1931: Philipp Müller, deutscher Arbeiter
- 1932: Bernard Consten, französischer Automobilrennfahrer
- 1932: Bora Ćosić, serbischer Schriftsteller
- 1932: Hans-Georg Fritz, deutscher Politiker
- 1932: Jochen Ziem, deutscher Schriftsteller
- 1933: Frank Gorshin, US-amerikanischer Schauspieler
- 1934: Horst Amann, deutscher Fußballspieler
- 1934: Waldemar Barth, deutscher Fußballspieler
- 1934: Ursula Erber, deutsche Schauspielerin

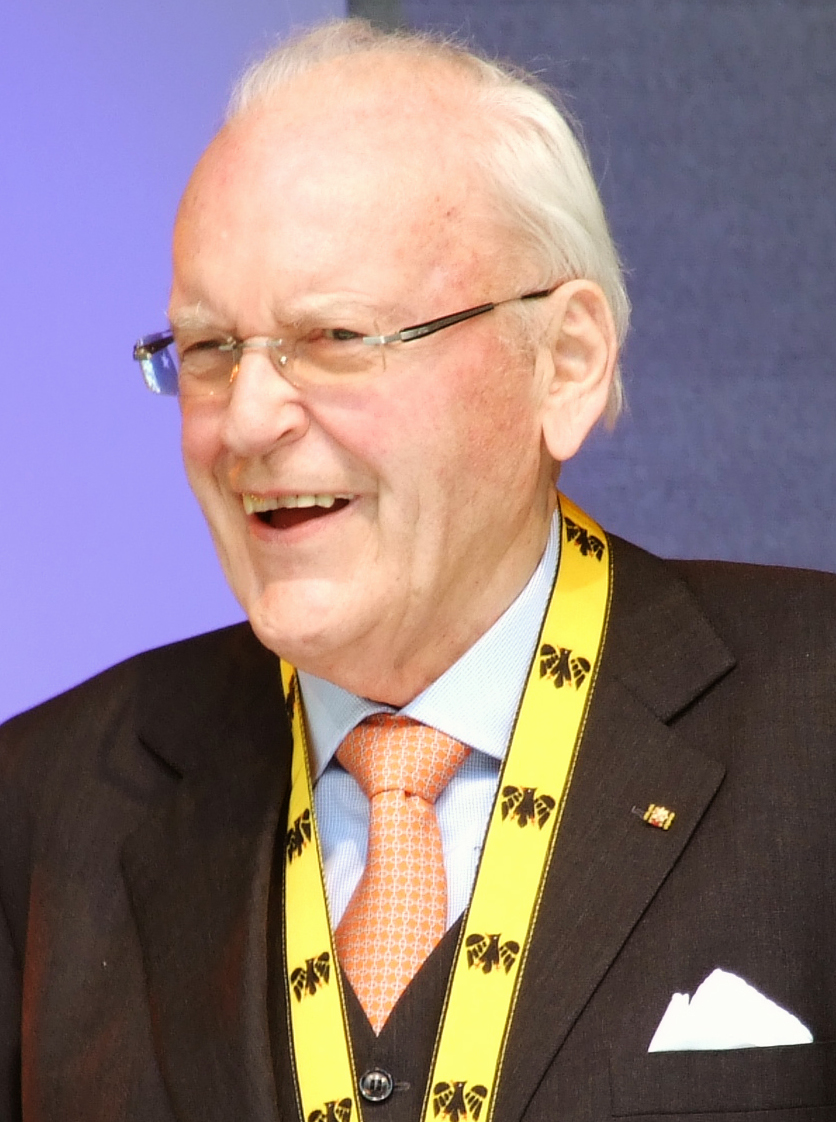
Roman Herzog (* 1934)

- 1934: Roman Herzog, deutscher Jurist und Politiker, Richter des Bundesverfassungsgerichts, Bundespräsident
- 1934: Ernst Zaugg, Schweizer Leichtathlet
- 1935: Claus Grobecker, deutscher Politiker
- 1935: Donald Lynden-Bell, britischer Astronom und Astrophysiker
- 1936: Ronnie Bucknum, US-amerikanischer Automobilrennfahrer
- 1937: Colin Powell, US-amerikanischer Politiker
- 1937: Kurt R. Spillmann, Schweizer Historiker
- 1937: Maryanne Trump Barry, US-amerikanische Juristin
- 1938: Sebastian Neumeister, deutscher Romanist
- 1939: Miguel Angel Aguilar Miranda, ecuadorianischer Priester und Militärbischof
- 1939: Moses Ali, ugandischer Politiker
- 1939: Haidar Abu Bakr al-Attas, Premierminister des Südjemen
- 1939: Roger Davis, US-amerikanischer Schauspieler
- 1939: Leka I., albanischer Politiker
- 1939: Crispian St. Peters, britischer Sänger
- 1940: Tommy Cash, US-amerikanischer Country-Sänger
- 1940: Klaus Detter, deutscher Richter, Richter am Bundesgerichtshof
- 1940: Manfred Strahl, deutscher Journalist, Redakteur und Schriftsteller
- 1941: Hans-Werner Bussinger, deutscher Synchronsprecher und Schauspieler
- 1941: Renate Heymer, deutsche Schauspielerin
- 1941: Albert Krogmann, deutscher Fernsehjournalist
- 1941: Dave Swarbrick, britischer Folksänger und -fiedler

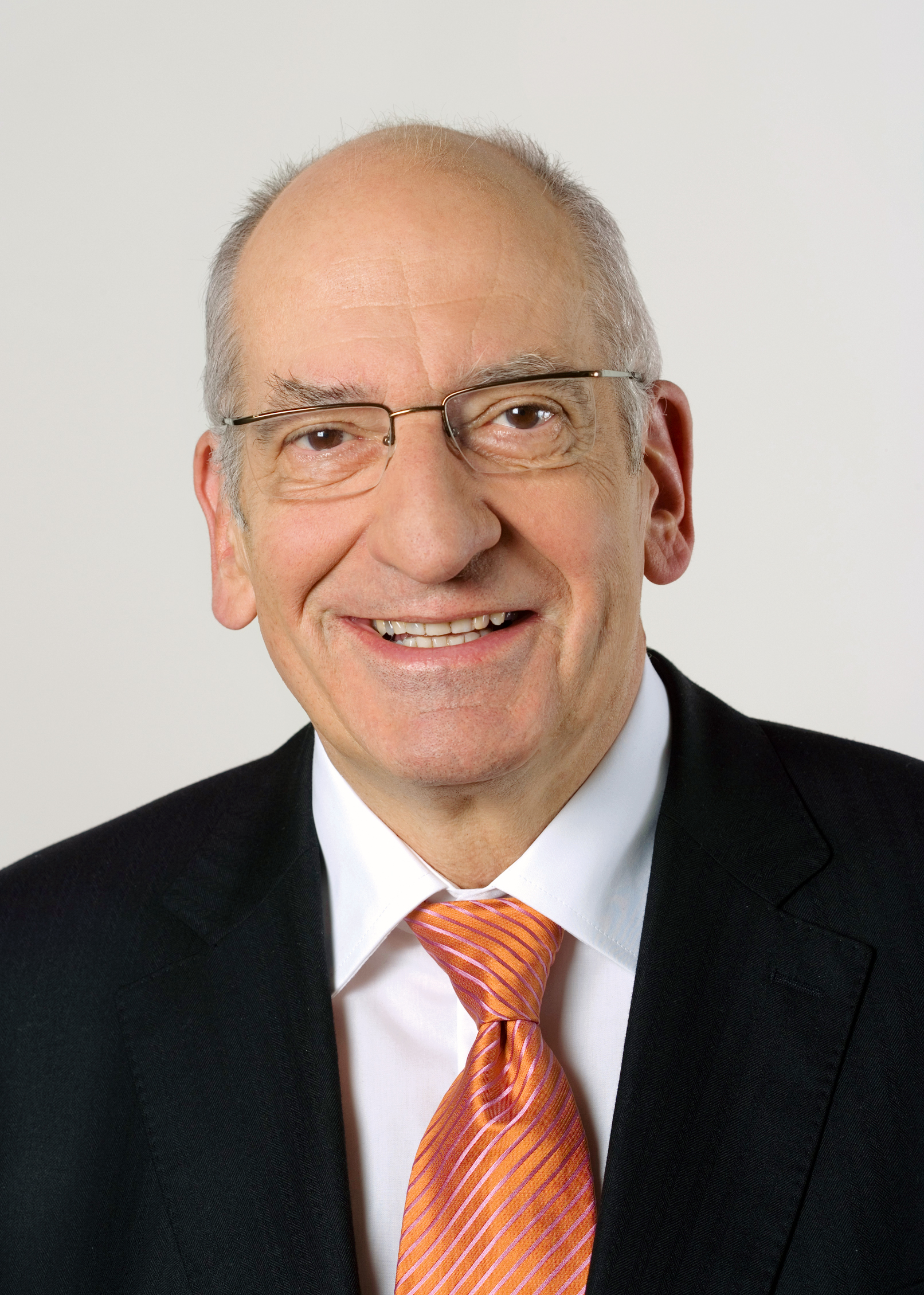
Pascal Couchepin (* 1942)

- 1942: Pascal Couchepin, Schweizer Politiker
- 1942: Peter Greenaway, britischer Experimentalkünstler und Filmemacher
- 1942: Irmgard Schwaetzer, deutsche Politikerin
- 1943: Reinhold Bocklet, deutscher Politiker
- 1943: Frank Cremeans, US-amerikanischer Politiker
- 1943: Werner J. Egli, Schweizer Schriftsteller
- 1943: Miet Smet, belgische Politikerin, MdEP
- 1943: Heide Ziegler, deutsche Amerikanistin
- 1944: Willeke van Ammelrooy, niederländische Schauspielerin
- 1944: Barclay Wade, australischer Ruderer
- 1945: Cem Karaca, türkischer Sänger
- 1946: Jane Asher, englische Schauspielerin
- 1946: Madeleine Wuilloud, schweizerische Skirennläuferin
- 1947: Gloria Macapagal-Arroyo, 14. Präsidentin der Philippinen
- 1947: Lothar Vosseler, deutscher Autor
- 1948: Klaus Bös, deutscher Sportwissenschaftler
- 1948: Pierre-Albert Chapuisat, Schweizer Fußballspieler und -trainer
- 1948: Karin Gündisch, deutsche Schriftstellerin
- 1948: Dave Holland, britischer Schlagzeuger (Judas Priest)
- 1948: Krystian Martinek, deutscher Schauspieler, Regisseur und Autor
- 1948: Hans Theessink, niederländischer Blues-Gitarrist, Sänger und Songschreiber
- 1949: Martin Hellwig, deutscher Volkswirtschaftler
- 1949: Klara Höfels, deutsche Schauspielerin
- 1949: Judith Resnik, US-amerikanische Astronautin
- 1949: Dominique Rouits, französischer Dirigent und Musikpädagoge
- 1950: Bent Åserud, norwegischer Komponist
- 1950: Agnetha Fältskog, schwedische Sängerin (ABBA)
- 1950: Harpo, schwedischer Popsänger

#### 1951–1975
- 1951: Ubol Ratana, thailändische Prinzessin
- 1951: Theo Smit, niederländischer Radrennfahrer
- 1951: Josef Wiesehöfer, deutscher Althistoriker

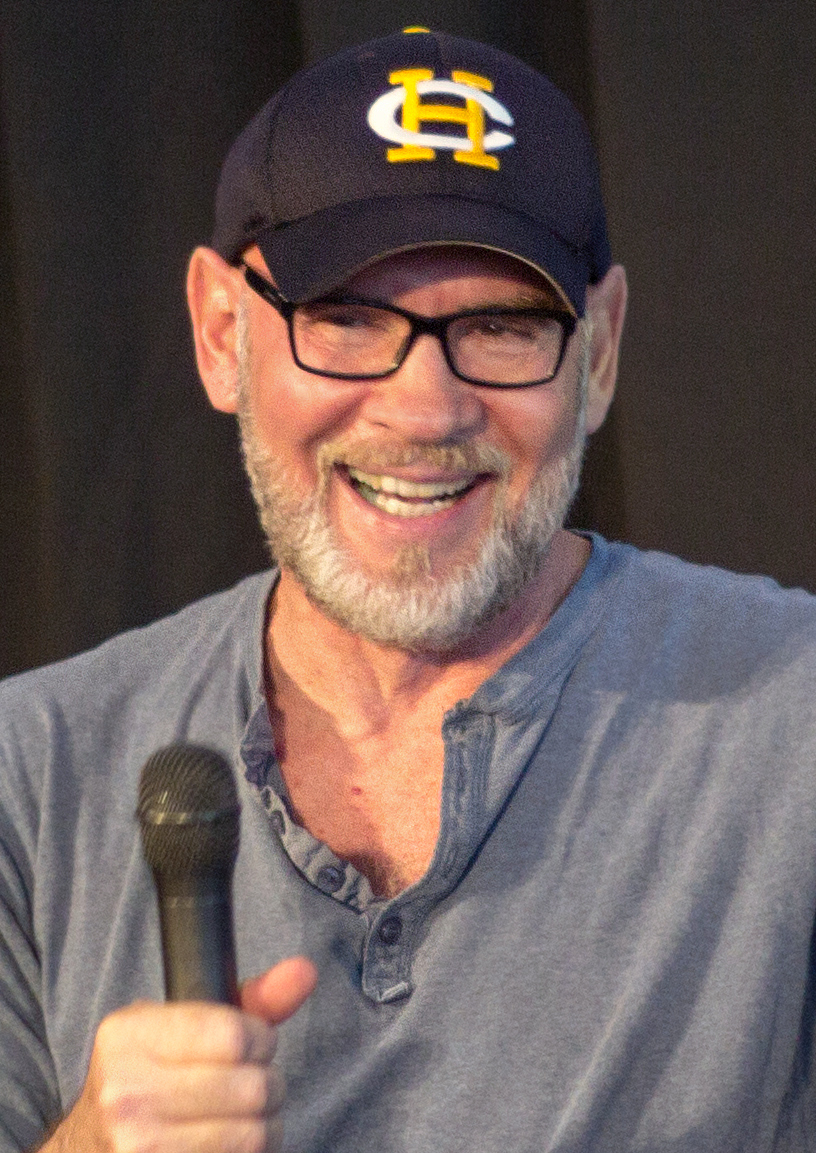
Mitch Pileggi (* 1952)

- 1952: Mitch Pileggi, US-amerikanischer Schauspieler
- 1953: Monika Barz, deutsche Hochschullehrerin, LGBT-Aktivistin
- 1953: Guillermo Figueroa, puerto-ricanischer Geiger und Dirigent
- 1953: Jerome Harris, US-amerikanischer Jazzbassist und -gitarrist
- 1954: Stan Ridgway, US-amerikanischer Musiker
- 1954: David Shamban, israelischer Cellist
- 1955: Anthony Horowitz, britischer Schriftsteller und Drehbuchautor
- 1955: Akira Toriyama, japanischer Mangaka
- 1955: Bernard Longley, Weihbischof von Westminster
- 1956: Dagmar Enkelmann, deutsche Politikerin
- 1956: T. V. Smith, britischer Musiker, Songwriter und Singer-Songwriter
- 1957: Sebastian Adayanthrath, indischer Bischof
- 1957: Andreas Borcherding, deutscher Schauspieler und Synchronsprecher
- 1957: Katherine Harris, US-amerikanische Politikerin
- 1957: Karin Roßley, deutsche Leichtathletin
- 1957: Armin Rühl, deutscher Schlagzeuger
- 1958: Wilson Luís Angotti Filho, brasilianischer Weihbischof
- 1958: Johan Kriek, südafrikanischer Tennisspieler
- 1958: Christophe Looten, französischer Komponist
- 1958: Lasantha Wickrematunge, sri-lankischer Journalist
- 1959: Armin Andres, deutscher Basketballspieler und -trainer
- 1959: Daniele Cioni, italienischer Sportschütze
- 1959: Co Streiff, Schweizer Jazzmusikerin
- 1959: Lars Søndergaard, dänischer Fußballtrainer und -spieler
- 1959: Martin Verdonk, niederländischer Jazzperkussionist
- 1960: Michael Ankermann, deutscher Politiker
- 1960: Von Flores, philippinisch-kanadischer Schauspieler

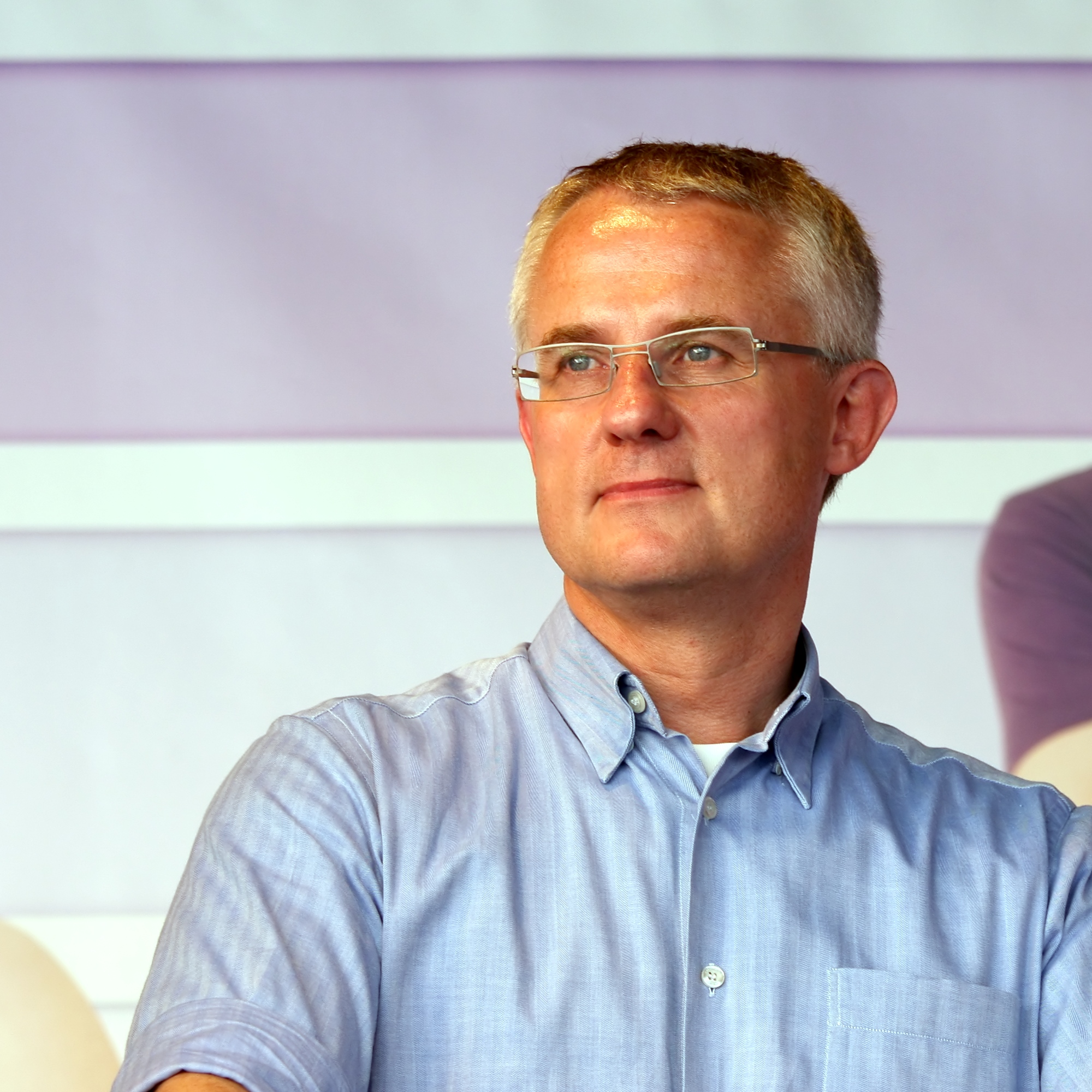
Peter Kurth (* 1960)

- 1960: Peter Kurth, deutscher Politiker
- 1960: Bettina Limperg, deutsche Juristin, Präsidentin des Bundesgerichtshofs
- 1960: Jorma Paavilainen, finnischer Schachkomponist und -spieler
- 1960: Gustave F. Perna, General der United States Army
- 1960: Bernhard Peters, deutscher Feldhockey-Trainer
- 1961: Andrea Arnold, britische Regisseurin und Schauspielerin
- 1961: Michael Biegler, deutscher Handballtrainer
- 1962: Kirsan Nikolajewitsch Iljumschinow, Präsident der autonomen Republik Kalmückien in der russischen Föderation
- 1964: Steve Beaton, englischer Dartspieler
- 1964: Stephan Kaluza, deutscher Fotokünstler, Maler und Autor
- 1964: Michaela Krützen, deutsche Medienwissenschaftlerin
- 1964: Marius Lăcătuș, rumänischer Fußballspieler
- 1964: Princess Erika, französische Sängerin
- 1964: Dino Stecher, Schweizer Eishockeytorhüter und -trainer
- 1964: Nick Szabo, US-amerikanischer Informatiker, Rechtswissenschaftler und Kryptograph
- 1965: Liz McIntyre, US-amerikanische Freestyle-Skierin
- 1965: Florian Scheuba, österreichischer Schauspieler, Kabarettist, Buchautor und Moderator
- 1965: Swjatlana Paramyhina, belarussische Biathletin
- 1965: Axel Wagner, deutscher Jurist
- 1966: Anna Bogouchevskaia, russisch-deutsche Bildhauerin
- 1966: Hans Martin Bury, deutscher Politiker, Staatsminister im Bundeskanzleramt
- 1966: Bernhard Hess, Präsident der Schweizer Demokraten
- 1966: Mike McCready, US-amerikanischer Musiker

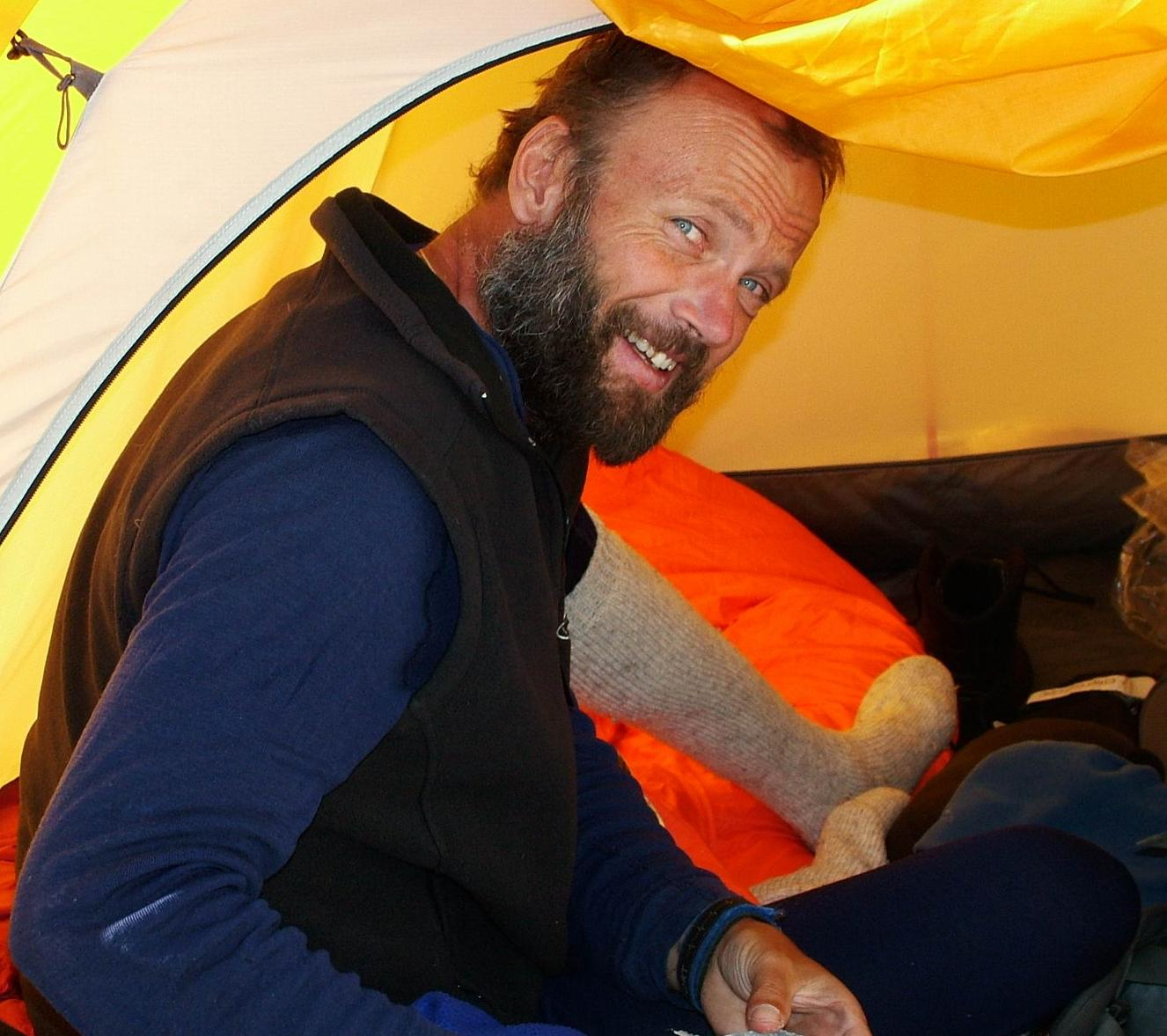
Markus Kronthaler (* 1967)

- 1967: Markus Kronthaler, österreichischer Alpinist und Extrembergsteiger
- 1967: Robert Lohr, deutscher Schauspieler
- 1967: Laima Zilporytė, litauische Radrennfahrerin
- 1968: Paula Cole, US-amerikanische Sängerin
- 1969: Katja Kamm, deutsche Bilderbuchautorin
- 1969: Gregor Schneider, deutscher Künstler
- 1969: Stefan Romberg, deutscher Politiker, MdL
- 1969: Tomislav Piplica, Fußballspieler
- 1970: Miguel Ángel de Castro, spanischer Automobilrennfahrer
- 1970: Jerlan Saghymbajew, kasachischer Eishockeyspieler und -trainer
- 1971: Krista Allen, US-amerikanische Schauspielerin
- 1971: Takami Itō, japanischer Schriftsteller
- 1972: Nima Arkani-Hamed, US-amerikanisch-kanadischer theoretischer Physiker
- 1972: Tom Coronel, niederländischer Automobilrennfahrer
- 1972: Paul Okon, australischer Fußballspieler
- 1973: Élodie Bouchez, französische Schauspielerin
- 1973: Jan Eckel, deutscher Historiker
- 1973: Jennifer Schubert, deutsche Politikerin, MdL
- 1973: Pharrell Williams, US-amerikanischer Musiker und Produzent
- 1974: Ines Papert, deutsche Weltmeisterin im Eisklettern
- 1974: Josef Winkler, deutscher Politiker, MdB, MdL
- 1975: John Hartson, britischer Fußballspieler
- 1975: Wolf Henzler, deutscher Automobilrennfahrer
- 1975: Juicy J, US-amerikanischer Rapper und Musikproduzent
- 1975: Shammond Williams, US-amerikanischer Basketballspieler

#### 1976–2000
- 1976: Fernando Morientes, spanischer Fußballspieler
- 1976: Kai Michalke, deutscher Fußballspieler
- 1976: Kim Collins, Leichtathlet aus St. Kitts und Nevis
- 1976: Patrick Dama, deutscher Fußballspieler
- 1977: Erhan Albayrak, deutscher Fußballspieler
- 1977: Jonathan Erlich, israelischer Tennisspieler
- 1977: Håkon Kornstad, norwegischer Jazzsaxophonist
- 1977: Jan Korte, deutscher Politiker
- 1977: Martin Plüss, Schweizer Profi-Eishockeyspieler

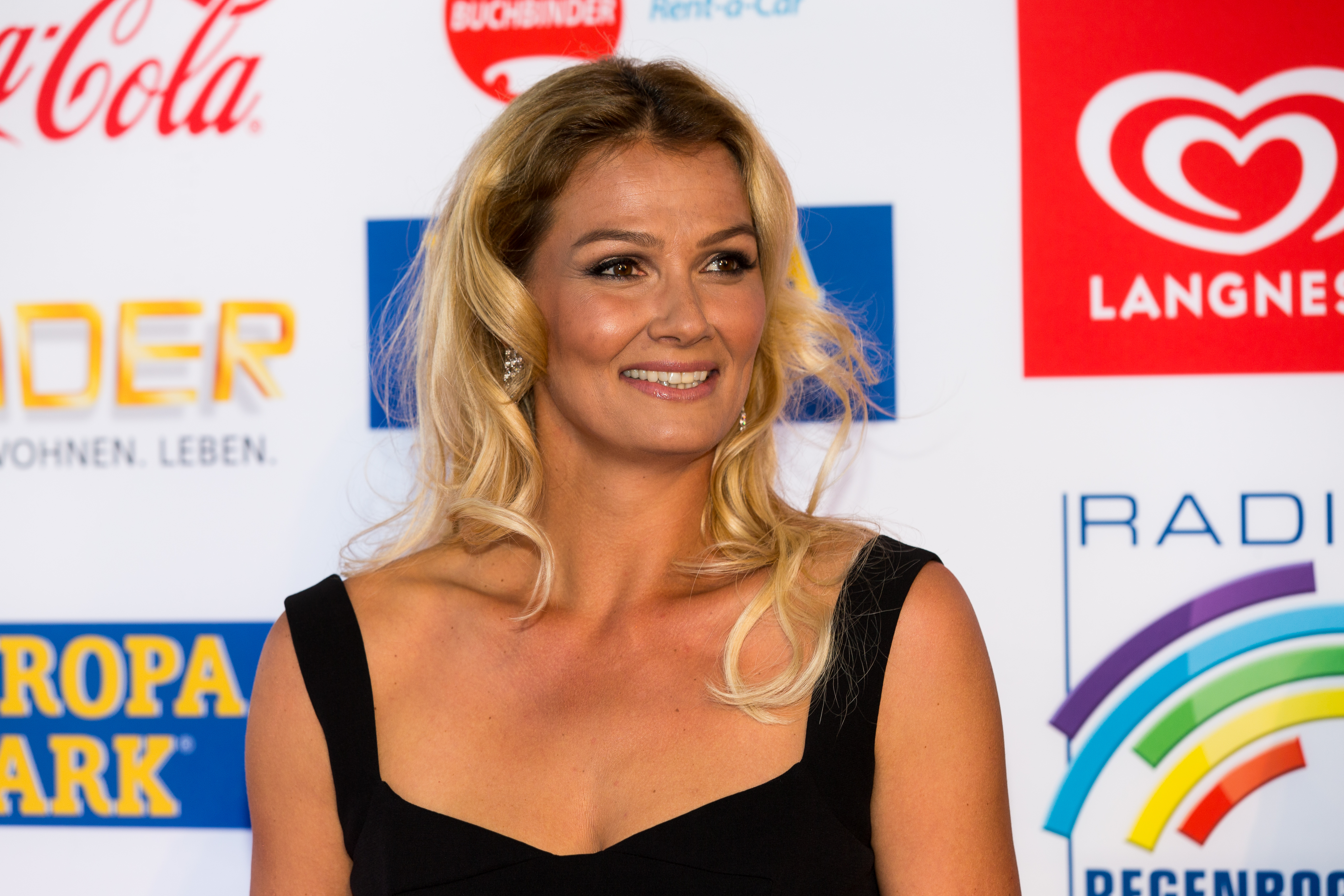
Franziska van Almsick (* 1978)

- 1978: Franziska van Almsick, deutsche Schwimmerin
- 1978: Dwain Chambers, britischer Leichtathlet
- 1978: Casper Elgaard, dänischer Automobilrennfahrer
- 1979: Timo Hildebrand, deutscher Fußballspieler
- 1979: Andrius Velička, litauischer Fußballspieler
- 1980: Damien Abad, französischer Politiker
- 1980: Joris Mathijsen, niederländischer Fußballspieler
- 1981: Thomas Blaschek, deutscher Hürdensprinter
- 1981: Tom Riley, britischer Schauspieler
- 1981: Lucy Scherer, deutsche Musicaldarstellerin
- 1981: Pieter Weening, niederländischer Radrennfahrer

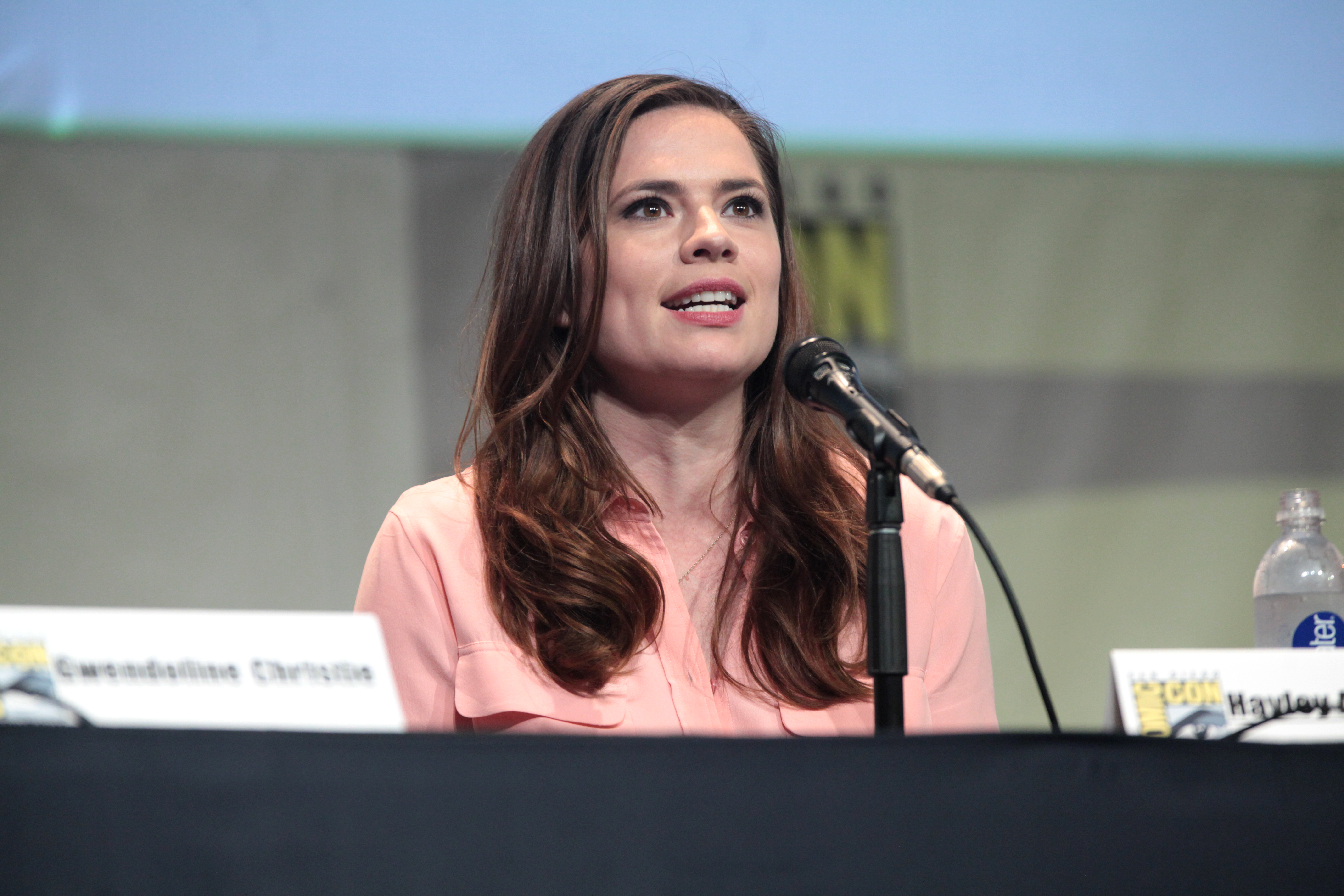
Hayley Atwell (* 1982)

- 1982: Hayley Atwell, britische Schauspielerin
- 1982: Stefanie Becker, deutsche Fußballspielerin

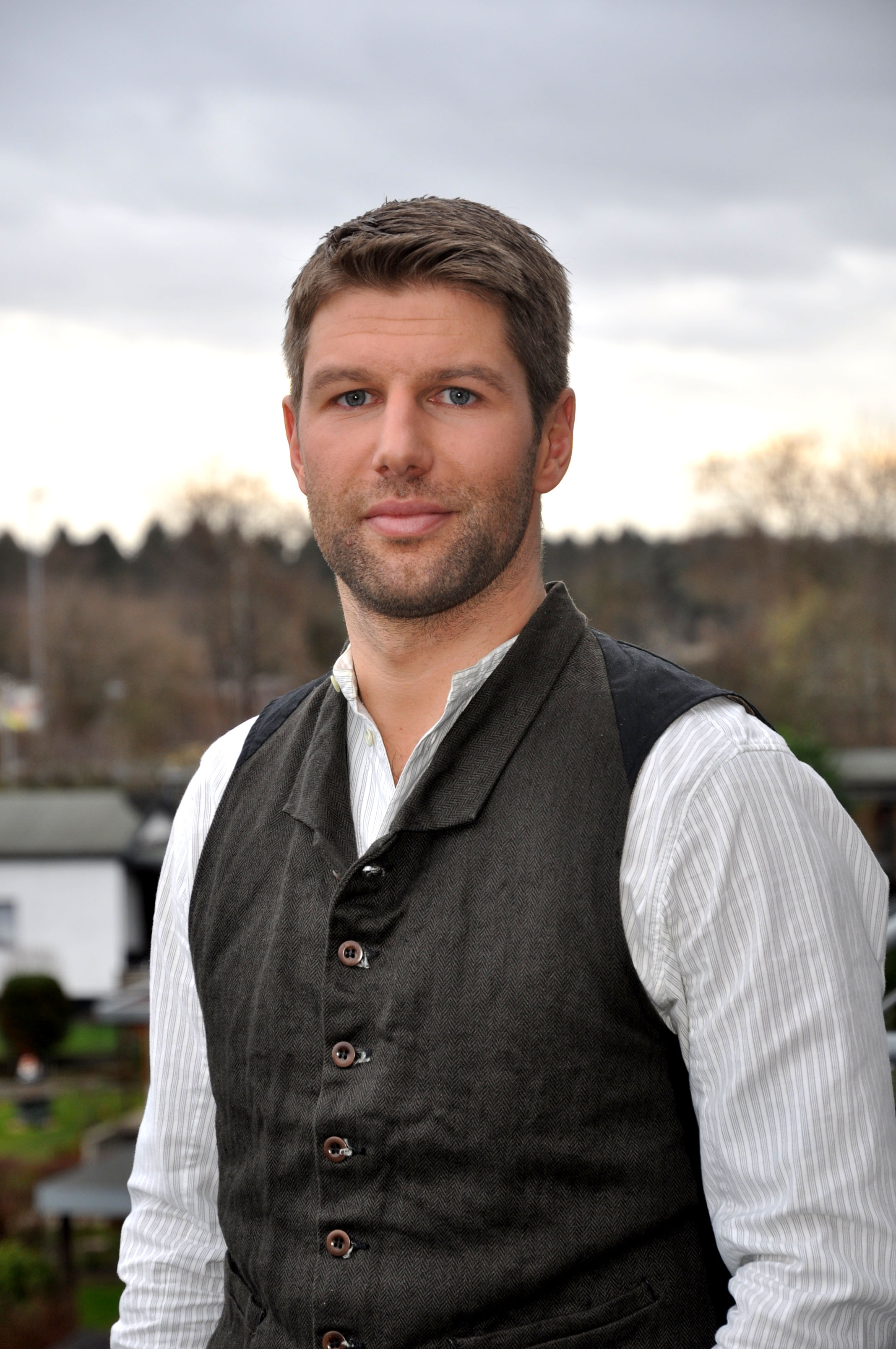
Thomas Hitzlsperger (* 1982)

- 1982: Thomas Hitzlsperger, deutscher Fußballspieler
- 1982: Matheus Vivian, brasilianischer Fußballspieler
- 1983: Maksim Anissimau, belarussischer Skispringer
- 1983: Jorge Andrés Martínez, uruguayischer Fußballspieler
- 1983: Tino Mewes, deutscher Schauspieler
- 1984: Marshall Allman, US-amerikanischer Schauspieler
- 1984: Nicole Hayes, palauische Schwimmerin
- 1984: Dejan Kelhar, slowenischer Fußballspieler
- 1984: Marany Meyer, südafrikanisch-neuseeländische Schachspielerin
- 1984: Samuele Preisig, Schweizer Fußballspieler
- 1984: Cristian Săpunaru, rumänischer Fußballspieler
- 1985: Silvia Artola, nicaraguanische Gewichtheberin
- 1986: David Aaron Carpenter, US-amerikanischer Bratschist
- 1986: Marc Dumitru, deutscher Schauspieler
- 1986: Charlotte Flair, US-amerikanische Wrestlerin
- 1986: Esra Gülmen, türkische Künstlerin
- 1986: Ri Song-chol, nordkoreanischer Eiskunstläufer und Politiker
- 1987: Uğur Uçar, türkischer Fußballspieler
- 1988: Matthias Jaissle, deutscher Fußballspieler und Fußballtrainer
- 1989: Kader Amadou Dodo, nigrischer Fußballspieler
- 1989: Lily James, britische Schauspielerin
- 1990: Davy Frick, deutscher Fußballspieler
- 1990: Sercan Yıldırım, türkischer Fußballspieler
- 1991: Bono, marokkanisch-kanadischer Fußballtorwart
- 1991: Adriano Grimaldi, deutsch-italienischer Fußballspieler
- 1991: Lotte Grigel, dänische Handballspielerin
- 1991: Lisa Klinga, schwedische Fußballspielerin
- 1991: Kobosil, deutscher Techno-DJ
- 1991: Joël Mall, Schweizer Fußballspieler
- 1991: Nora Mørk, norwegische Handballspielerin
- 1991: Thea Mørk, norwegische Handballspielerin
- 1993: Laura Feiersinger, österreichische Fußballspielerin
- 1995: Clara Direz, französische Skirennläuferin
- 1995: Nadine Kösters, deutsche Schauspielerin
- 1995: Jasmine Sepandj, kanadische Skispringerin
- 1997: Ida Lien, norwegische Biathletin
- 1998: Thomas Laurent, französischer Automobilrennfahrer
- 2000: Ayush Mahesh Khedekar, indischer Schauspieler
- 2000: Martin Marcellusi, italienischer Radrennfahrer

### 21. Jahrhundert

#### 2001–2025
- 2001: Ole Pohlmann, deutscher Fußballspieler
- 2003: Witalij Mandsyn, ukrainischer Biathlet

## Gestorben

### Vor dem 18. Jahrhundert
- 0517: Timotheos I., Patriarch von Konstantinopel
- 0902: al-Mu'tadid bi-'llah, Kalif der Abbasiden
- 1078: Richard von Capua, normannischer Fürst in Unteritalien
- 1118: Muhammad I. Tapar, Sultan der Großseldschuken
- 1168: Robert de Beaumont, 2. Earl of Leicester, englischer Adeliger französischer Herkunft
- 1181: Raimund Berengar IV., Graf von Provence
- 1206: Ottaviano di Paoli, italienischer Kardinal
- 1221: Asukai Masatsune, japanischer Waka-Dichter
- 1221: Oda von Tecklenburg, Herrin zur Lippe
- 1253: Wilbrand von Käfernburg, Erzbischof von Magdeburg
- 1258: Juliana von Lüttich, deutsche Chorfrau und Mystikerin
- 1301: Everhard von Diest, Bischof von Münster
- 1325: Ralph de Monthermer, 1. Baron Monthermer, englischer Ritter
- 1335/1336: Johann von Anjou, Herzog von Durazzo
- 1361: Nicolaus Fransoyser, Ratsherr und Bürgermeister der Stadt Hamburg
- 1378: Gusai, japanischer Mönch und Dichter
- 1396: Pilgrim II. von Puchheim, Erzbischof von Salzburg und Administrator der Reichsprälatur Berchtesgaden
- 1406: Konrad Torer von Törlein, Bischof von Lavant
- 1417: Jean de Valois, französischer Herzog von Touraine und Berry, Dauphin von Viennois
- 1419: Vinzenz Ferrer, katholischer Heiliger, dominikanischer Prediger
- 1421: Balthasar, deutscher Adliger, Herr zu Werle-Güstrow, Fürst zu Wenden
- 1431: Bernhard I., Markgraf von Baden
- 1448: Henning Scharpenberg, Erzbischof von Riga
- 1483: Martin Römer, sächsischer Kaufmann
- 1525: Hans Jakob Wehe, deutscher Prediger und Bauernführer
- 1534: Jan Matthys, niederländischer Täufer
- 1553: Anton Corvinus, deutscher lutherischer Theologe und Reformator
- 1556: Konrad Pellikan, Schweizer Humanist, reformierter Theologe und Reformator
- 1563: Georg Melhorn, deutscher Pädagoge und evangelischer Theologe
- 1574: Johann VIII. von Hoya, Fürstbischof von Osnabrück, Münster und Paderborn
- 1574: Catalina Thomás, Inselheilige Mallorcas
- 1593: John Greenwood, englischer Dichter
- 1601: Wolfgang von Dalberg, Erzbischof und Kurfürst von Mainz
- 1609: Henrique Dias Milão, portugiesischer Kaufmann und Opfer der Inquisition
- 1656: Johann Balthasar Schneider, Gesandter des elsässischen Zehnstädtebundes bei den Verhandlungen zum Westfälischen Frieden
- 1661: John Webster, englischer Kolonist und Gouverneur der Colony of Connecticut
- 1673: Gabriel Marselis, niederländischer Großkaufmann und Finanzier
- 1674: Georg Friedrich, Graf bzw. Fürst von Nassau-Siegen
- 1680: Shivaji, Anführer der Marathen
- 1684: Karl Eusebius von Liechtenstein, Fürst von Liechtenstein, Herzog von Troppau und Jägerndorf
- 1687: Josua Arnd, deutscher Theologe, Historiker und Kirchenlieddichter
- 1693: Anne Marie Louise d’Orléans, La Grande Mademoiselle, Nichte Ludwigs XIII., Herzogin von Montpensier
- 1693: Christian Scriver, deutscher Theologe und Kirchenliederdichter

### 18. Jahrhundert
- 1704: Christian Ulrich I., Herzog von Württemberg-Oels
- 1705: Itō Jinsai, japanischer konfuzianischer Philosoph
- 1705: Johann Winckler, deutscher lutherischer Theologe und Hauptpastor zu St. Michaelis in Hamburg
- 1708: Christian Heinrich von Brandenburg-Kulmbach, deutscher Adeliger
- 1709: Roger de Piles, französischer Maler, Graveur, Kunstkritiker und Diplomat
- 1712: Jan Luyken, niederländischer Dichter, Graphiker und Illustrator
- 1717: Jean Jouvenet, französischer Maler

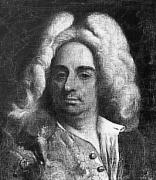
Johann Bernhard Fischer von Erlach († 1723)

- 1723: Johann Bernhard Fischer von Erlach, österreichischer Architekt
- 1726: Zacharias Wolf, deutscher Heerführer
- 1732: Johann Christian Schieferdecker, deutscher Kirchenmusiker, Organist und Komponist
- 1733: Johann Heinrich Orth, Bürgermeister von Heilbronn
- 1735: William Derham, englischer Geistlicher und Naturphilosoph
- 1735: Daniel Gottlieb Messerschmidt, deutscher Mediziner und Sibirienforscher
- 1744: Maria Crescentia Höss, deutsche Franziskanerinnen-Oberin und katholische Heilige
- 1751: Friedrich I., König von Schweden
- 1754: Archibald Hamilton, britischer Marineoffizier, Kolonialgouverneur und Politiker
- 1754: Diamante Maria Scarabelli, italienische Opernsängerin
- 1765: Edward Young, englischer Dichter
- 1767: Charlotte Wilhelmine von Sachsen-Coburg-Saalfeld, Gräfin von Hanau-Münzenberg
- 1784: Johann Dietrich Winckler, deutscher lutherischer Theologe
- 1794: François Chabot, französischer Revolutionär
- 1794: Georges Danton, französischer Revolutionär
- 1794: Jean-François Delacroix, französischer Revolutionär
- 1794: Camille Desmoulins, französischer Rechtsanwalt, Journalist und Revolutionär
- 1794: Fabre d’Églantine, französischer Dichter
- 1794: Junius Frey, französischer Revolutionär
- 1794: Marie-Jean Hérault de Séchelles, französischer Jurist, Revolutionär und Politiker
- 1794: Pierre Philippeaux, französischer Jurist und Politiker
- 1794: François-Joseph Westermann, französischer General
- 1800: Antoine-Frédéric Larguier des Bancels, französischer Kaufmann, Reeder und Sklavenhändler

### 19. Jahrhundert
- 1804: Jean-Charles Pichegru, französischer General

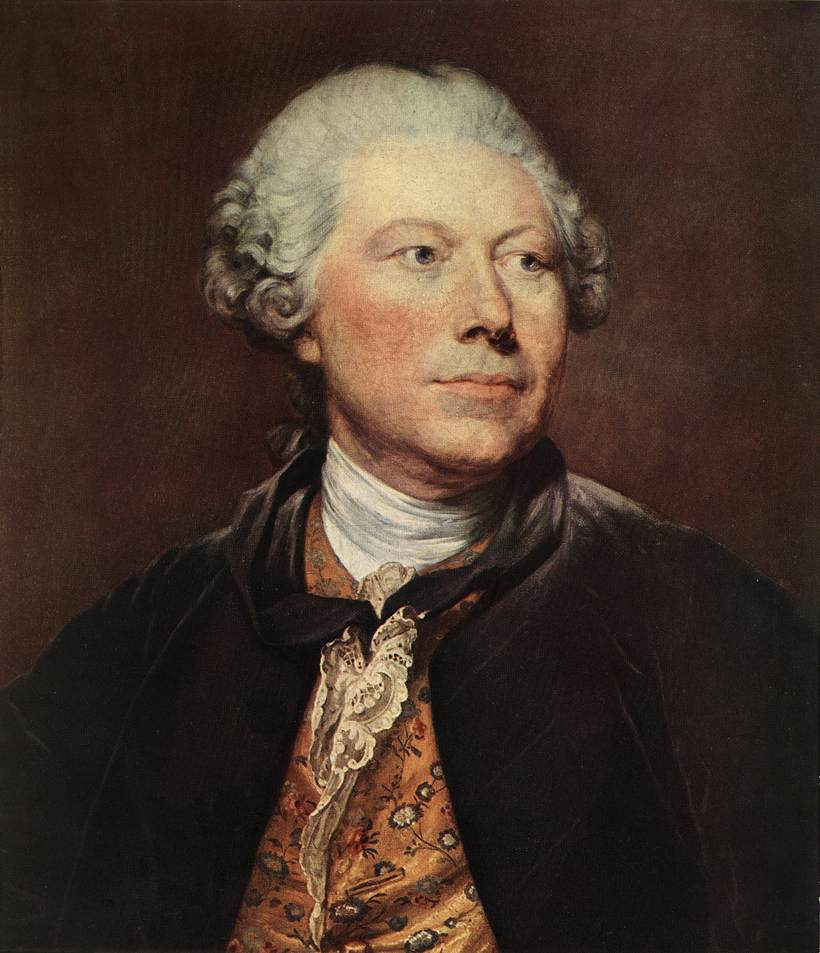
Johann Georg Wille († 1808)

- 1808: Johann Georg Wille, deutscher Kupferstecher
- 1809: Johann Elias Haid, deutscher Kupferstecher, Porträtmaler, Schabkünstler und Verleger
- 1811: Robert Raikes, britischer Sozialreformer
- 1817: Samuel Christian Pape, deutscher Schriftsteller, Dichter und Theologe
- 1824: Joseph von Frank, deutscher Gutsbesitzer und Politiker
- 1825: Sergei Nikolajewitsch Titow, russischer Komponist
- 1828: Georg Joachim Göschen, deutscher Verleger
- 1829: Therese von Sternbach, Tiroler Freiheitskämpferin
- 1842: Schah Schudscha, Schah von Afghanistan
- 1845: Friederike Ellmenreich, deutsche Schauspielerin und Schriftstellerin
- 1850: Joseph Friedrich von Palombini, italienischer General unter Napoleon
- 1852: Felix zu Schwarzenberg, österreichischer Diplomat
- 1859: Basile Kfoury, libanesischer Bischof in Ägypten
- 1863: Konrad Adolf Hartleben, deutsch-österreichischer Buchhändler, Herausgeber und Verleger
- 1865: Johann Nepomuk Kaňka junior, böhmischer Jurist und Komponist
- 1883: Louis von Arentsschildt, hannoverscher Offizier, Lyriker und Übersetzer
- 1884: Johann Heinrich Pallenberg, deutscher Möbelfabrikant und Kunstmäzen
- 1887: Iwan Nikolajewitsch Kramskoi, russischer Maler, Pädagoge und Kunstkritiker ukrainischer Herkunft
- 1893: Cäsar Albano Kletke, deutscher Pädagoge
- 1894: Friedrich Wilhelm Weber, deutscher Epiker
- 1895: Ludwig Rotter, österreichischer Organist und Komponist
- 1896: John Rogers Thomas, US-amerikanischer Komponist

### 20. Jahrhundert

#### 1901–1950
- 1904: Frances Power Cobbe, irische Sozialreformerin, Frauenrechtlerin und Pionierin des Kampfes gegen Tierversuche
- 1907: David Lorenz, deutscher Maler
- 1911: Daniil Awraamowitsch Chwolson, russischer Orientalist und Altertumsforscher
- 1911: Franziska Feifalik, österreichische Friseurin und Vertraute der Kaiserin Elisabeth von Österreich-Ungarn
- 1917: Marie von Wartenberg, deutsche Malerin
- 1921: Alphons Diepenbrock, niederländischer Komponist
- 1922: Ramabai Dongre Medhavi, indische Sozialreformerin

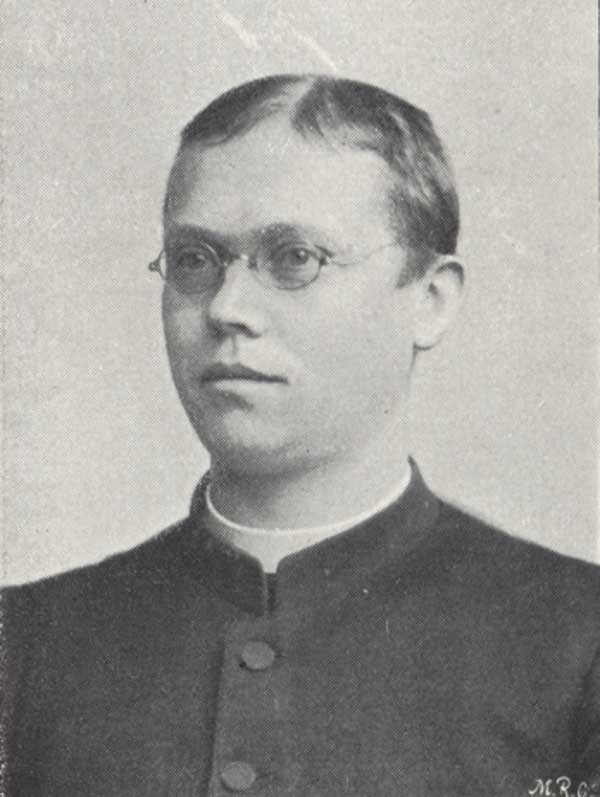
Liborius Gerstenberger († 1925)

- 1925: Liborius Gerstenberger, deutscher Geistlicher und Politiker
- 1925: Therese Keiter, deutsche Schriftstellerin und Dichterin
- 1925: Mohammed Ali Schah, Schah von Persien
- 1928: Viktor Oliva, tschechischer Graphiker, Illustrator, Maler und Plakatkünstler des Jugendstils
- 1929: Francis Aidan Gasquet, britischer Ordensgeistlicher, Kurienkardinal
- 1929: Ludwig von Sybel, deutscher Altphilologe, Archäologe und Kunsthistoriker
- 1930: Anna Lea Merritt, US-amerikanische Malerin
- 1933: Earl Derr Biggers, US-amerikanischer Krimi-Schriftsteller
- 1933: Harald Friedrich, deutscher Maler
- 1933: Roderich Stintzing, deutscher Mediziner
- 1934: Elisabeth Büttner, deutsche Malerin
- 1935: Achille Locatelli, italienischer Priester, vatikanischer Diplomat, Kardinal
- 1935: Emil Młynarski, polnischer Dirigent, Geiger, Musikpädagoge und Komponist
- 1935: Franz von Vecsey, ungarischer Geiger und Komponist
- 1938: Auguste Bodoignet, französischer Automobilrennfahrer
- 1941: Karl Angermayer, österreichischer Politiker
- 1941: Elsa Asenijeff, österreichische Schriftstellerin
- 1941: Nigel Gresley, britischer Dampflokomotivkonstrukteur

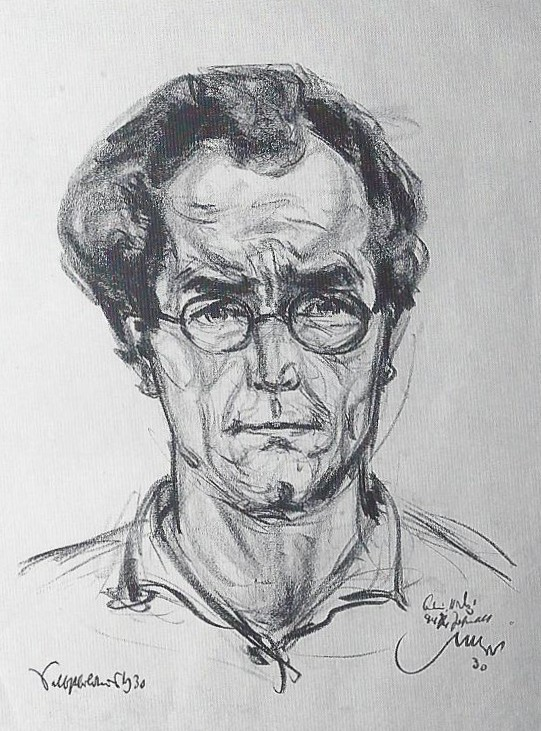
Emil Stumpp († 1941)

- 1941: Emil Stumpp, deutscher Lehrer, Maler und Pressezeichner
- 1944: Doris am Ende, deutsche Landschaftsmalerin und Grafikerin, Mitbegründerin des Ortsverbandes Dresdner Künstlerinnen
- 1945: Karl Otto Koch, SS-Standartenführer, Lagerkommandant des KZ Buchenwald
- 1946: Gottlieb Löffler, deutscher Maler
- 1946: Vincent Youmans, US-amerikanischer Komponist
- 1948: Leopold Dirtl, österreichischer Motorradrennfahrer
- 1948: Abby Aldrich Rockefeller, US-amerikanische Mäzenin und Mitbegründerin des Museum of Modern Art
- 1949: Ernst Lommatzsch, deutscher Altphilologe
- 1949: Erich Zeigner, deutscher Politiker, Oberbürgermeister von Leipzig

#### 1951–2000
- 1954: Claude Delvincourt, französischer Komponist
- 1958: Ásgrímur Jónsson, isländischer Maler
- 1960: Rudolf Brunngraber, österreichischer Schriftsteller, Journalist, Maler
- 1960: Adela Wilgocka, polnische Sängerin und Gesangspädagogin
- 1964: Aloïse Corbaz, Schweizer bildende Künstlerin
- 1964: Hugo Krueger, deutscher Ingenieur und Bergwerksdirektor

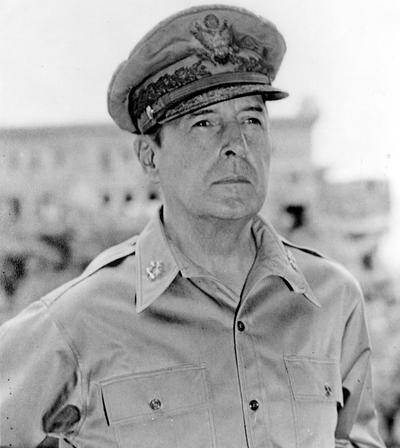
Douglas MacArthur († 1964)

- 1964: Douglas MacArthur, US-amerikanischer General, meistdekorierter Soldat der US-Streitkräfte
- 1964: Isaac Mamott, kanadischer Cellist und Musikpädagoge
- 1964: Miyoshi Tatsuji, japanischer Lyriker, Übersetzer und Essayist
- 1965: Erwin Jacobi, deutscher Staats- und Kirchenrechtler
- 1965: Giulio Foresti, italienischer Automobilrennfahrer
- 1965: Pietro Sernagiotto, brasilianisch-italienischer Fußballspieler
- 1965: Hermann Senkowsky, österreichischer Finanzexperte
- 1966: Svend Fleuron, dänischer Schriftsteller
- 1966: Achille Mengé, belgischer Ruderer
- 1966: Peter Rohland, deutscher Liedermacher und Sänger
- 1967: Mischa Elman, US-amerikanischer Violinvirtuose
- 1967: Hermann Joseph Muller, US-amerikanischer Biologe und Genetiker, Nobelpreisträger
- 1967: Hans Sachtleben, deutscher Zoologe und Entomologe
- 1967: Johan Falkberget, norwegischer Schriftsteller
- 1968: Emil Rauchmaul; ungarischer Fußballspieler und -trainer
- 1970: Kid Thomas, US-amerikanischer Blues- und Rock-’n’-Roll-Musiker
- 1970: Karl Graf von Spreti, deutscher Politiker und Diplomat
- 1971: José Cubiles, spanischer Pianist und Musikpädagoge
- 1975: Isabel Bolton, US-amerikanische Schriftstellerin
- 1975: John Anthony Burns, US-amerikanischer Politiker

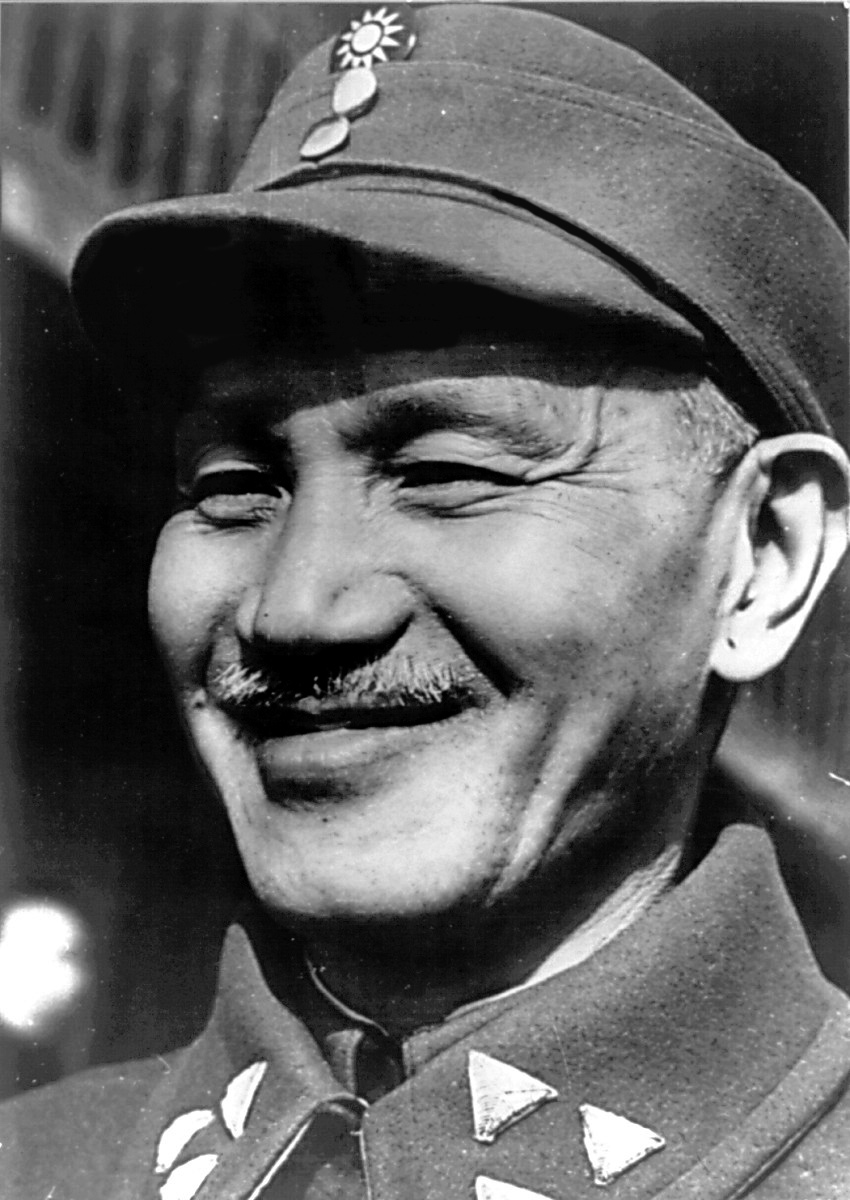
Chiang Kai-shek († 1975)

- 1975: Chiang Kai-shek, chinesischer Politiker, Präsident der Republik China
- 1976: Howard Hughes, US-amerikanischer Unternehmer und Luftfahrtpionier
- 1976: Robert Lord, US-amerikanischer Drehbuchautor und Filmproduzent
- 1977: Luperce Miranda, brasilianischer Mandolinist und Komponist
- 1979: Ursula von Dietze, deutsche Bibliothekarin
- 1980: Max Brand, österreichisch-amerikanischer Komponist
- 1981: Franziska Hamann, deutsche Malerin und Karikaturistin
- 1982: Toni Stadler, deutscher Bildhauer
- 1983: Percy Hope-Johnstone, britischer Peer, Soldat und Automobilrennfahrer
- 1983: Georges Monneret, französischer Motorrad- und Automobilrennfahrer
- 1983: Wilhelm Varnholt, deutscher Kommunalpolitiker
- 1984: Robert Adams, britischer Bildhauer
- 1984: Arthur Harris, britischer Offizier der Royal Air Force, Luftmarschall
- 1984: Herbert Fleischmann, deutscher Film- und Fernsehschauspieler
- 1986: Wally Deane, US-amerikanischer Rockabilly-Musiker
- 1986: Tommy Duchesne, kanadischer Akkordeonist
- 1987: Lola Naymark, französische Schauspielerin
- 1989: Karel Zeman, tschechischer Filmregisseur
- 1991: Friederike Mulert, deutsche Politikerin
- 1991: Jiří Mucha, tschechischer Kosmopolit, Schriftsteller, Publizist und Drehbuchautor
- 1991: John Tower, US-amerikanischer Politiker
- 1993: Miguelito García, kubanischer Sänger
- 1994: Kurt Cobain, US-amerikanischer Sänger und Gitarrist (Nirvana)
- 1995: Bill Lange, US-amerikanischer American-Football-Spieler
- 1995: Claire Pratt, kanadische Grafikerin, Lyrikerin und Herausgeberin
- 1996: Bjørn Ploug, dänischer Schauspieler

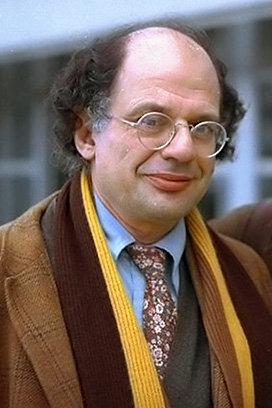
Allen Ginsberg († 1997)

- 1997: Allen Ginsberg, US-amerikanischer Dichter der Beat Generation (Howl)
- 1997: František Kožík, tschechischer Schriftsteller, Vertreter des Esperanto
- 1998: Cozy Powell, britischer Schlagzeuger (Rainbow, Black Sabbath)
- 1999: Werner Bieder, Schweizer evangelischer Geistlicher und Hochschullehrer
- 2000: Kiko Mendive, kubanischer Schauspieler, Choreograph, Tänzer und Sänger

### 21. Jahrhundert
- 2001: Aldo Olivieri, italienischer Fußballspieler und -trainer
- 2002: Layne Staley, US-amerikanischer Musiker (Alice In Chains)
- 2004: Fernand Goyvaerts, belgischer Fußballspieler
- 2004: Siegfried Trotnow, deutscher Frauenarzt und Reproduktionsmediziner
- 2004: Heiner Zieschang, deutscher Mathematiker
- 2005: Saul Bellow, kanadisch-US-amerikanischer Schriftsteller, Nobelpreisträger
- 2005: Wilhelm Weber, österreichischer Nationalökonom
- 2006: Allan Kaprow, US-amerikanischer Künstler und Kunsttheoretiker der Aktionskunst
- 2006: Marianne Laqueur, deutsch-türkische Informatikerin
- 2006: Gene Pitney, US-amerikanischer Sänger und Songschreiber
- 2006: Rolf Recknagel, deutscher Schriftsteller und Redakteur
- 2006: Wilhelm Stäglich, deutscher Richter und Revisionist
- 2007: Werner Maser, deutscher Historiker und Publizist
- 2007: Mark St. John, US-amerikanischer Rockmusiker
- 2008: Giuseppe Attardi, italienisch-US-amerikanischer Genetiker
- 2008: Herbert Breiteneder, österreichischer Automobilrennfahrer

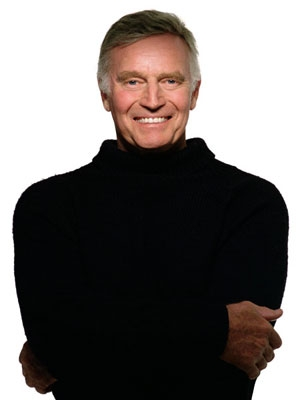
Charlton Heston († 2008)

- 2008: Charlton Heston, US-amerikanischer Schauspieler
- 2010: Gisela Trowe, deutsche Schauspielerin
- 2011: Baruch Samuel Blumberg, US-amerikanischer Mediziner
- 2012: Jim Marshall, britischer Unternehmer
- 2012: Barney McKenna, irischer Musiker
- 2012: Ferdinand Alexander Porsche, deutscher Industriedesigner
- 2017: Waldemar Kumming, deutscher Herausgeber
- 2017: Hans Heinz Moser, Schweizer Schauspieler
- 2018: Isao Takahata, japanischer Regisseur und Produzent
- 2018: Cecil Taylor, US-amerikanischer Jazzpianist
- 2019: Sydney Brenner, südafrikanisch-britischer Biologe
- 2020: Honor Blackman, britische Schauspielerin
- 2020: Margaret Burbidge, britisch-US-amerikanische Astrophysikerin
- 2020: Mahmud Dschibril, libyscher Politiker
- 2021: Urion Gallin, israelischer Leichtathlet
- 2022: Sidney Altman, kanadischer Physiker und Biochemiker, Nobelpreisträger
- 2022: Josef Panáček, tschechoslowakischer Sportschütze
- 2022: Judi Rollick, kanadische Badmintonspielerin
- 2023: Reinhard Gerer, österreichischer Koch
- 2023: Evamarie Sander, deutsche Phytopathologin und Phytovirologin
- 2024: Peter Sodann, deutscher Schauspieler, Regisseur und Theaterintendant
- 2025: Lore Heuermann, deutsche in Wien lebende bildende Künstlerin, Grafikerin und Zeichnerin

## Feier- und Gedenktage
- Kirchliche Gedenktage
  - Ramabai Dongre Medhavi, indische Glaubensbotin und Wohltäterin (evangelisch)
  - Christian Scriver, deutscher Pfarrer und Liederdichter (evangelisch)
  - Hl. Vinzenz Ferrer, spanischer Mönch und Theologe, Prediger und Schutzpatron (katholisch)
  - Hl. Juliana von Lüttich, Chorfrau und Priorin und Jungfrau Mystikerin (katholisch)
- Namenstage
  - Enzo

Weitere Einträge enthält die Liste von Gedenk- und Aktionstagen.